# Jaroslav Šindelář
Jaroslav Šindelář (* 11. června 1950, Plzeň) je akademický malíř, sochař, restaurátor a pedagog.

## Život
Akademický malíř a sochař Jaroslav Šindelář se narodil 11. června 1950 v Plzni. Jeho o rok starším bratrem byl baskytarista, spoluzakladatel a dlouholetý člen rockové skupiny Katapult Jiří „Dědek“ Šindelář. Rodiče Jaroslava Šindeláře byli Češi, kteří se mezi první a druhou světovou válkou odstěhovali do Jugoslávie, kde provozovali textilní továrnu. Po obsazení hitlerovským Německem byli zatčeni a byli odesláni do koncentračního tábora v Osvětimi, ale záměnou vlaků skončili jako vyhnanci v srbském městě Kragujevac, kde pracovali u místních sedláků. Po skončení druhé světové války se vrátili do Československa.
V letech 1965 až 1969 studoval na Střední průmyslové škole kamenické a sochařské v Hořicích. V letech 1970 až 1972 studoval na Akademii výtvarných umění Ilji Repina v Sankt Petěrburgu (Leningrad). (Na Institutu Ilji Repina absolvoval dvouroční odbornou stáž u I. Orešnikova a profesora Ungarova.) V roce 1974 ukončil svoje studia na Akademii výtvarných umění v Praze (v ateliéru u malíře, grafika, ilustrátora a pedagoga Karla Součka). V letech 1974 až 1977 působil v Kulturním středisku v Plzni na Slovanech a souběžně vyučoval na Lidové škole umění. Jako umělec na volné noze (svobodné povolání) pracoval v období od roku 1977 přes sametovou revoluci (1989) až do roku 1995. V 70. letech dvacátého století se Jaroslav Šindelář věnoval hlavně malířské, grafické a ilustrační tvorbě. K sochařství se vrátil koncem 80. let dvacátého století.
Šest let po sametové revoluci (v roce 1995) založil Jaroslav Šindelář spolu s akademickým malířem Zdeňkem Živným (* 29. listopadu 1949 – 22. dubna 1998) Soukromou střední uměleckoprůmyslovou školu Zámeček (SUPŠ Zámeček) v Plzni (je také pedagogem, uměleckým ředitelem a jedním z majitelů této privátní průmyslovky).
Jaroslav Šindelář (starší) je ženatý (jeho manželka Mgr. Renata Šindelářová (* 1962) působí jako ředitelka v umělecké škole Zámeček (SUPŠ Zámeček) v Plzni), žije ve Lhotě u Dobřan, působí v Plzni a je členem Unie výtvarných umělců Plzeň, z. s. (někdy uváděna jako Unie výtvarných umělců plzeňské oblasti) (zkratka: UVU Plzeň nebo UVUP). Prostřednictvím této UVUP je také členem Association Internationale des Arts Plastiques při mezinárodní organizaci UNESCO.
Jeho syn Mgr. Jaroslav Šindelář mladší (* 1972) se věnuje rovněž sochařství, restaurátorství a pedagogické činnosti. Sochařem je i bratr Jaroslava Šindeláře staršího Josef Šindelář (* 1957). Jaroslav Šindelář (starší) je strýcem Ondřeje Šindeláře (* 1981), který se též věnuje sochařství, restaurátorství a pedagogické činnosti. Jaroslav Šindelář je členem správní rady Galerie města Plzně, členem Českého fondu výtvarných umění (ČFVU) a je též členem Rotary klubu Plzeň.
Není všechno umění, co člověk dělá a není všechno umění co se za ně samo prohlásí. 
Jaroslav Šindelř, Životní motto, 

## Tvorba
Jaroslav Šindelář pracuje při své umělecké tvorbě s nejrůznějšími hmotami (kov, plast, kámen, dřevo) a dalšími užitnými materiály. Akademický malíř a sochař Jaroslav Šindelář vystavuje doma i v zahraničí a pravidelně se zúčastňuje sochařských sympozií (ČR, Itálie, Argentina, Švýcarsko, Švédsko). Svoje díla vytváří a prezentuje (vystavuje) nejen v České republice, ale i v mnoha zemích světa (v Číně, USA, Argentině, Švýcarsku, Dánsku, Německu, Rakousku) a získal za ně i nejrůznější ocenění (viz níže).

### Restaurování v oblasti sochařství
Ve své umělecké sochařské tvorbě využívá Jaroslav Šindelář i netradiční postupy, ale především se věnuje restaurování, kde se specializuje na kamenosochařské práce. Mezi jeho významnější práce tohoto druhu dlužno například zmínit:
- sochy na Rooseveltově mostě v Plzni,
- sochy v klášteře augustiniánů v Domažlicích,
- sochy v klášteře v Teplé,
- sochy v klášteře v Kladrubech,
- sousoší na atice divadla Josefa Kajetána Tyla v Plzni[2][3]

### Restaurování v oblasti malířství
Ve své umělecké malířské tvorbě se Jaroslav Šindelář soustřeďuje rovněž na restaurování. Mezi jeho významnější práce tohoto druhu dlužno například zmínit:
- obnovu sgrafitové výzdoby – sgrafita Mikoláše Alše na řadě měšťanských domů v Plzni,
- restaurování výzdoby plzeňské radnice,
- opravu výzdoby secesní fasády domu v Dominikánské ulici v Plzni,
- obnovu výzdoby zámku v Horšovském Týně.[2][3]

### Realizace (výběr)
Umělecká tvorba Jaroslava Šindeláře je velice rozsáhlá. Kromě výše jmenovaných restaurátorských prací tvořil v Plzni i díla umístěná ve veřejném prostoru:

#### Alegorie dívčí postavy
Veřejně přístupný velký dekorativní reliéf ženy (s názvem Alegorie dívčí postavy) se nachází u hlavního vstupu do činžovního domu na Klatovské třídě 88 v Plzni (adresa: Klatovská třída 1567/88, 301 00 Plzeň 3 - Jižní Předměstí; GPS souřadnice: 49°44′8″ s. š., 13°22′13″ v. d.). Původně se jednalo o nájemní dům pana Matouška. Autorem původní verze plakety dívčí postavy s ornamentem je český sochař Otokar Walter mladší, který tuto realizaci dokončil (dle signatury) v roce 1916 a jenž je rovněž autorem dvou velkých reliéfů (Voda a Země) ve druhém patře téže budovy. Reliéf ženy nebyl v pozdějších letech nikterak udržován a proto se začal rozpadat. V průběhu 90. let 20. století dílo odborně zrestauroval (včetně doplnění chybějících částí) právě Jaroslav Šindelář a stal se tak autorem nové verze tohoto reliéfu.

#### Socha dívky u Košuteckého jezírka
Na břehu Košuteckého jezírka (na místě zaniklého kamenolomu) v městském obvodě Plzeň 1, Bolevec (GPS souřadnice: 49°46′22″ s. š., 13°21′25″ v. d.) se nachází veřejně přístupná soška z hrubozrnného pískovce laickou veřejností nazývaná a vnímána jako Andělíček, kterou ale její restaurátor (autor kopie a „opravář“ původního originálu pravděpodobně datovaného do roku 1905) Jaroslav Šindelář pojmenoval při jejím odhalení (v roce 2009) názvem Jaruška. Pro nejednoznačnost názvu je toto dílo většinou nazýváno „opisem“ jako Socha dívky u Košuteckého jezírka. Soška znázorňuje postavu mladé dívenky, která drží v šátku vajíčka. V plzeňské vilové čtvrti na Lochotíně se původně nacházela jako součást výzdoby zahrady socha hocha a dívky. V době, kdy byly místní lomy ještě bez vody, byla socha dívky umístěna (v roce 1937) do právě zřizovaného parku. K zaplavení parku a sochy vodou (voda zatopila i kamenné lavičky, schodiště a pamětní desku) došlo během druhé světové války. V 50. letech 20. století se soška zřítila ze svého místa a postupem času se na ni zapomnělo. Originál sošky byl objeven v jezírku v roce 2003, vyloven z jezírka byl v roce 2009 a po restaurování je umístěn na radnici obvodu Plzeň 1.

#### Boží muka ve Vyšehradské ulici
Kopie sakrální památky božích muk ve Vyšehradské ulici (Plzeň 2 - Slovany, Lobzy) se nachází na GPS souřadnicích: 49°44′12″ s. š., 13°24′29″ v. d..

Ukázky realizací ve veřejném prostoru (I)
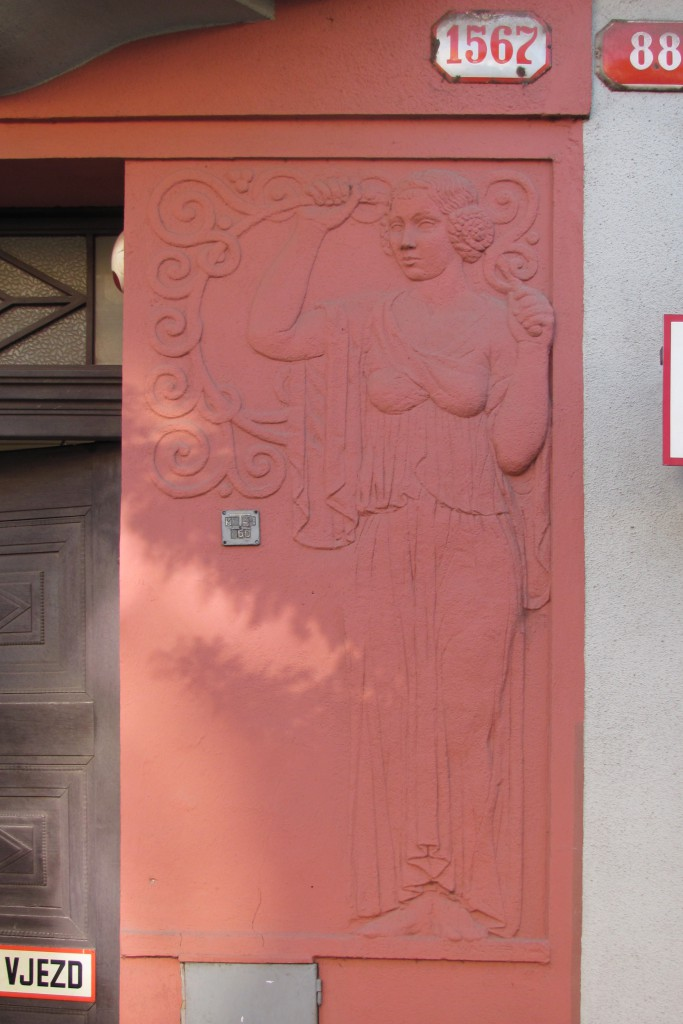
Alegorie dívčí postavy (2014)
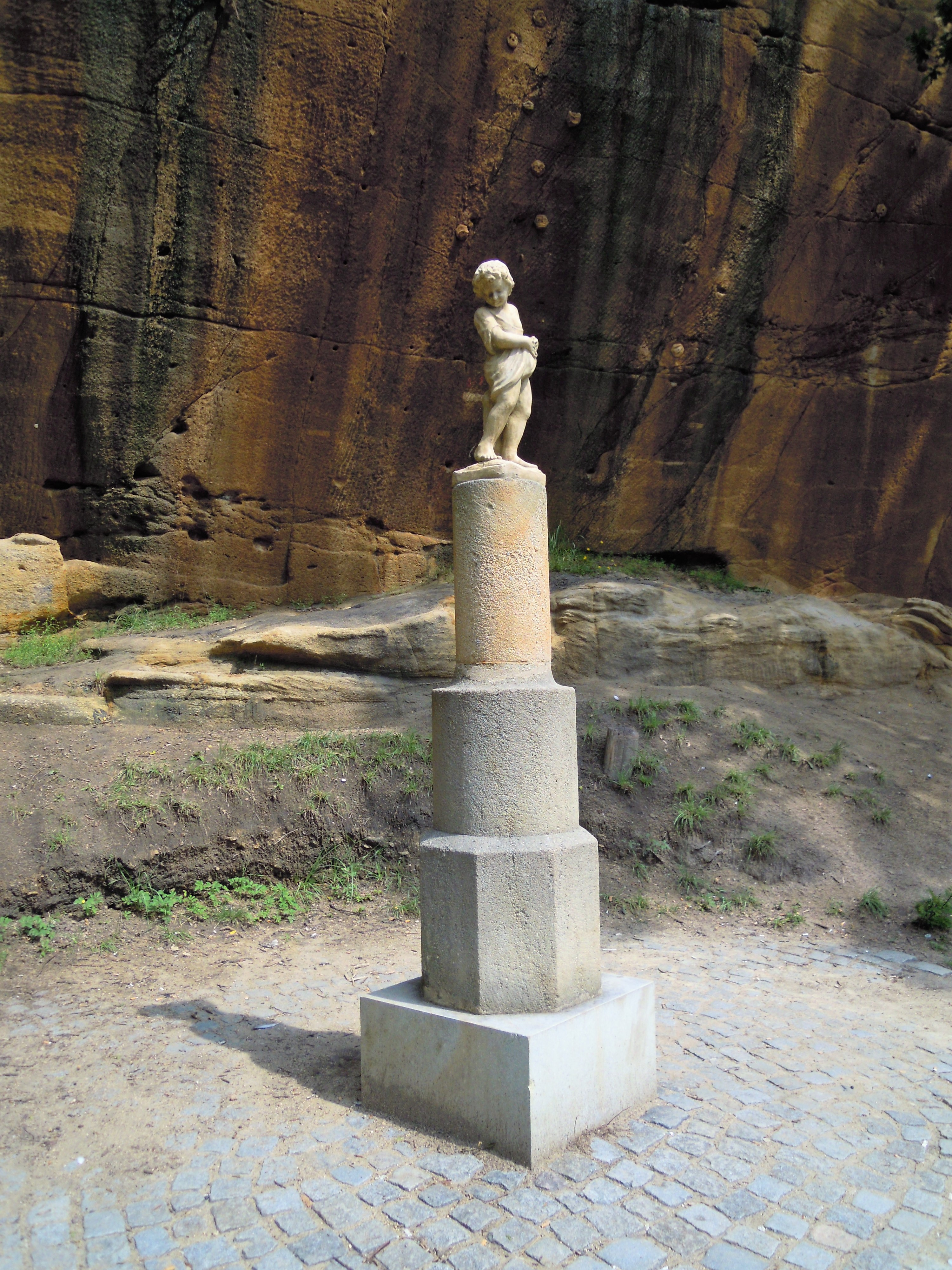
Socha dívky u Košuteckého jezírka (2018)
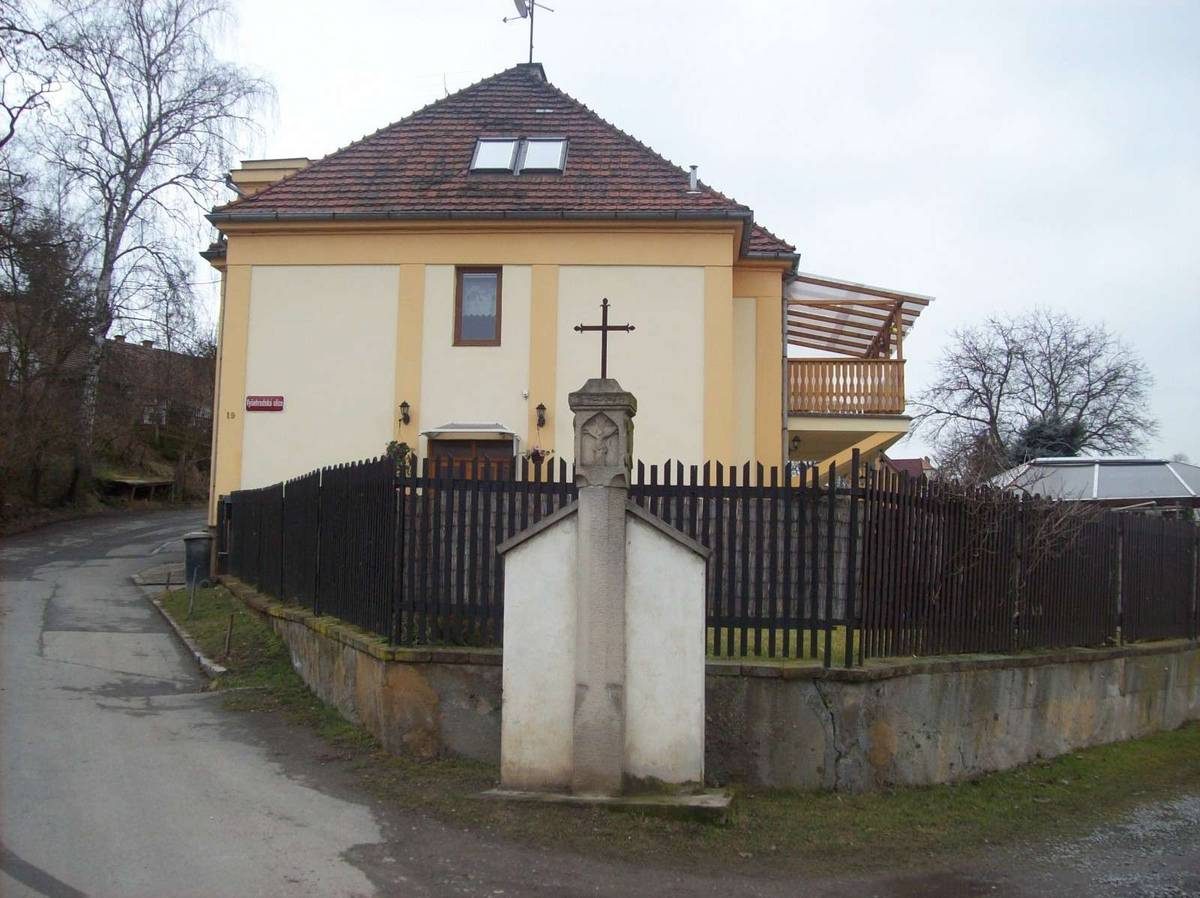
Boží muka ve Vyšehradské ulici
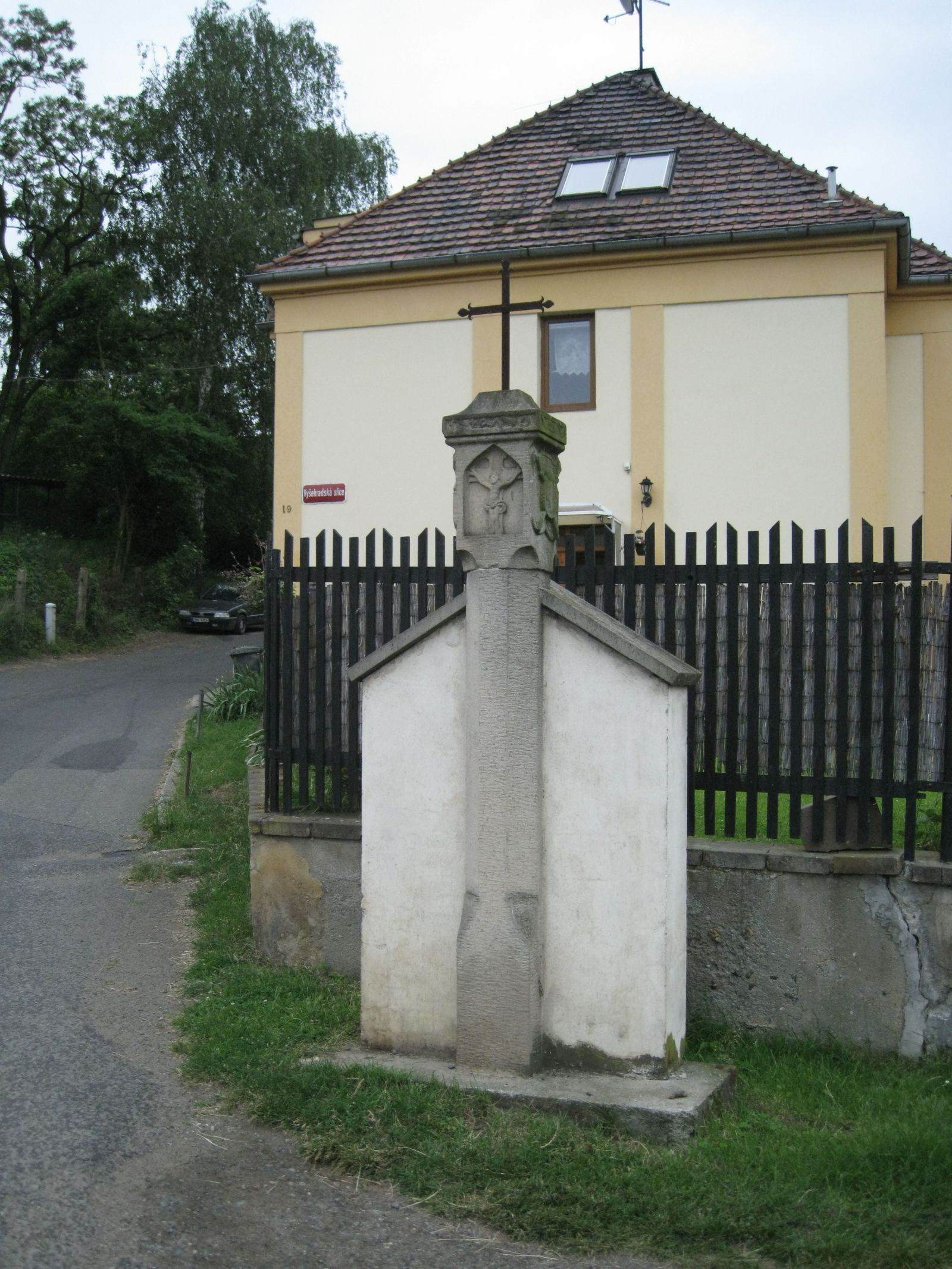
Boží muka ve Vyšehradské ulici

#### Busta Mistra Jana Husa
Pomník s bustou Mistra Jana Husa se nachází na GPS souřadnicích 49°46′37″ s. š., 13°22′32″ v. d. (Plzeň 1, Bolevec). Autor Jaroslav Šindelář jej zhotovil v roce 2015. Vlastní busta je z kovoepoxidu a jako materiál pro pamětní desku byla zvolena leštěná žula.

#### Busta Tomáše Garrigue Masaryka
Busta Tomáše Garrigue Masaryka z roku 1992 se nachází na adrese: Jiráskovo nám. 878/10, Plzeň 2 - Slovany, Východní Předměstí (GPS souřadnice: 49°44′7″ s. š., 13°23′33″ v. d.). Busta je umístěna sice uvnitř školy, ale je veřejně přístupná. Jedná se o jednu ze dvou identických bust Tomáše Garrigue Masaryka. Jaroslav Šindelář vytvořil nejprve bystu T. G. Masaryka pro pomník padlých v Plzni–Hradišti, ale tato busta byla velice brzy po svém odhalení odcizena a vhozena neznámým vandalem do řeky. Po vylovení byla opět poničena a tak nakonec byla (po opravě) umístěna do vstupních prostor školy na Jiráskově náměstí. (Škola nese jméno Tomáše Garrigue Masaryka.) Pomník padlých v Plzni–Hradišti byl osazen další, novou bustou, kterou autor zhotovil jako identickou kopii busty ve škole na Jiráskově náměstí.

#### František Radkovský
Obraz představující českého katolického kněze a emeritního biskupa plzeňského Františka Radkovského (* 3. říjen 1939, Třešť)) od Jaroslava Šindeláře se nachází na GPS souřadnicích 49°44′49″ s. š., 13°22′35″ v. d. (Plzeň 3, Vnitřní Město).

#### Gerald Durell
Pomník z pískovce z roku 2007 s bustou britského spisovatele, humoristy a popularizátora ochrany přírody Geralda Durella (1925–1995) zhotovil Jaroslav Šindelář. Je umístěn v zoo (Plzeň 1, Severní Předměstí) na GPS souřadnicích 49°45′30″ s. š., 13°21′32″ v. d..

Ukázky realizací ve veřejném prostoru (II)
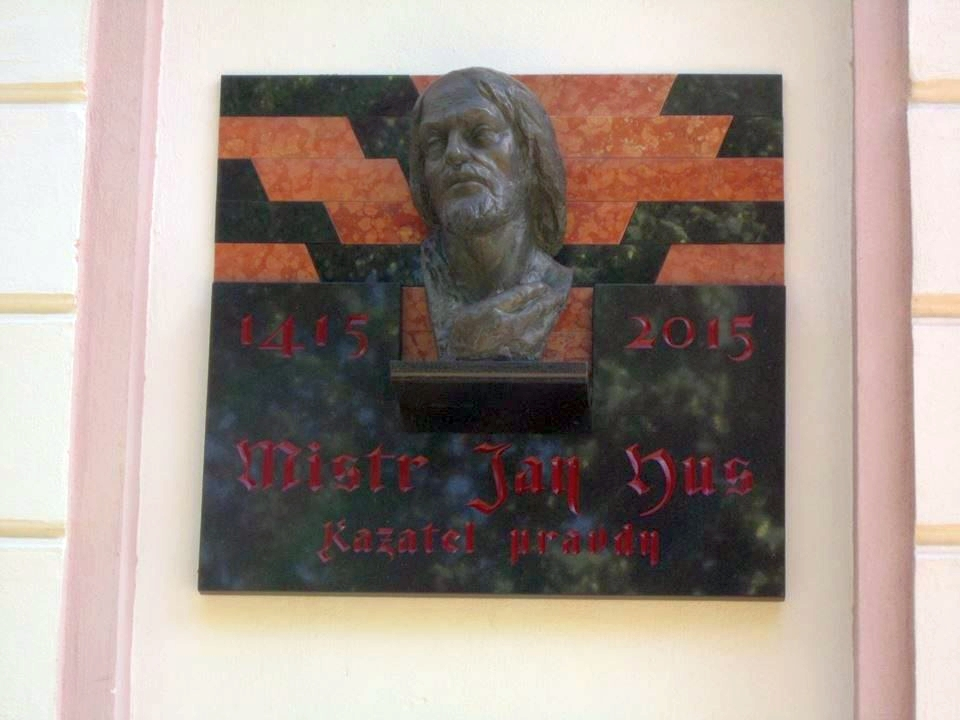
Busta Mistra Jana Husa (2015)
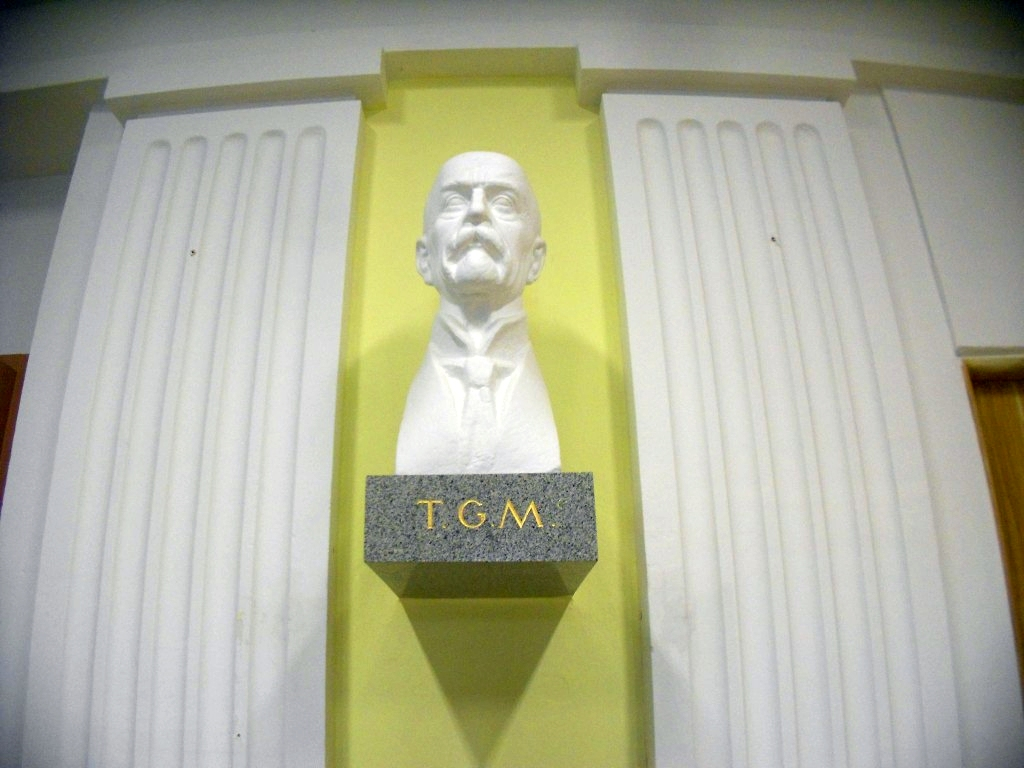
Busta Tomáše Garrigue Masaryka (1992)
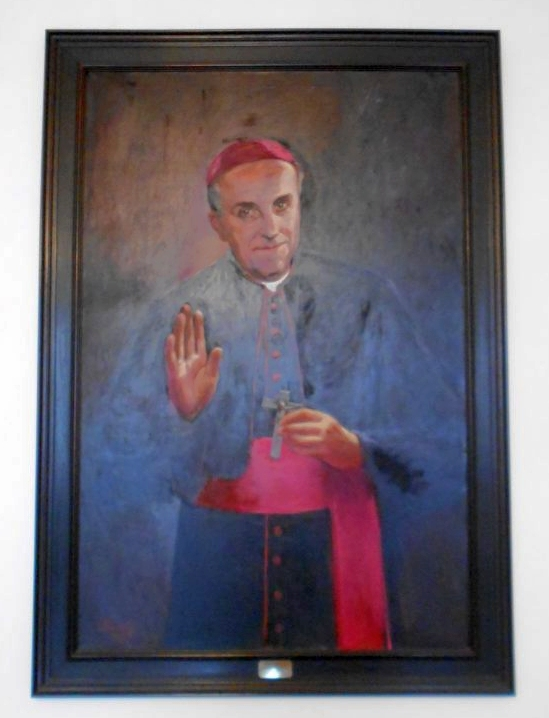
František Radkovský
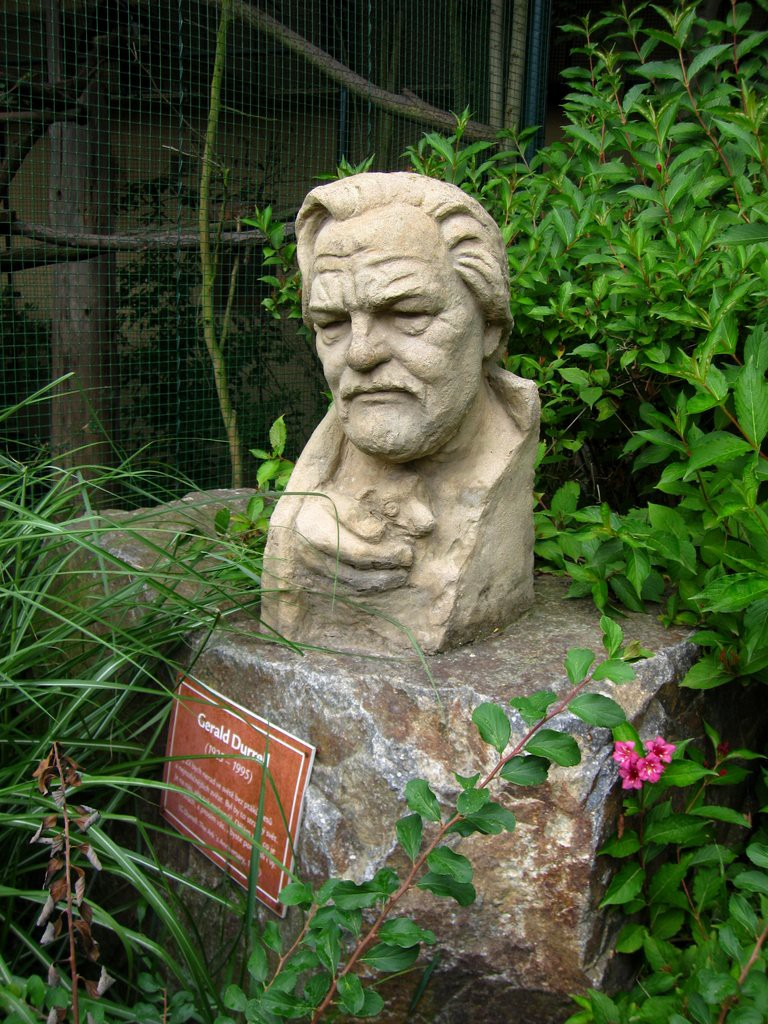
Gerald Durell (2007)

#### Housle a růže
Pískovcovou sochu s názvem Housle a růže zhotovil v roce 1986 Jaroslav Šindelář (spolu s architektem Stanislavem Sudou) pro památník Františka Škroupa. Plastika znázorňuje kubisticky pojaté housle a růži a je umístěna vedle jednoduchého pomníčku opatřeného textovou tabulí koncipovanou jako konvenční náhrobková deska. Plastika se nachází volně přístupná na adrese: Mikulášský hřbitov, přesněji v zadní (pravé) části Mikulášského hřbitova v Plzni – vchod z Mikulášského náměstí (na adrese: Plzeň 2 - Slovany, Východní Předměstí; GPS souřadnice: 49°44′24″ s. š., 13°23′9″ v. d.).

#### Jablko
Pískovcová socha (ze souboru uměleckých děl FN Lochotín) nazvaná Jablko z roku 1989 od Jaroslava Šindeláře je umístěna na veřejně přístupném místě v jižní části parku v areálu Fakultní nemocnice Lochotín před dostavbou pavilonu psychiatrie v blízkosti heliportu (Plzeň 1, Severní Předměstí; GPS souřadnice: 49°45′47″ s. š., 13°22′47″ v. d.). Plastiku vytvořil autor v rámci sochařského sympozia v Chocomyšli v roce 1989.

#### Interiér kaple svatého Ducha
V roce 1995 navrhl a realizoval Jaroslav Šindelář interiérovou výzdobu kaple svatého Ducha, která se nachází ve vnitřních prostorách Církevního gymnázia (adresa: Mikulášské náměstí 509/15; Plzeň 2 - Slovany, Východní Předměstí; GPS souřadnice 49°44′22″ s. š., 13°23′21″ v. d.).

Ukázky realizací ve veřejném prostoru (III)
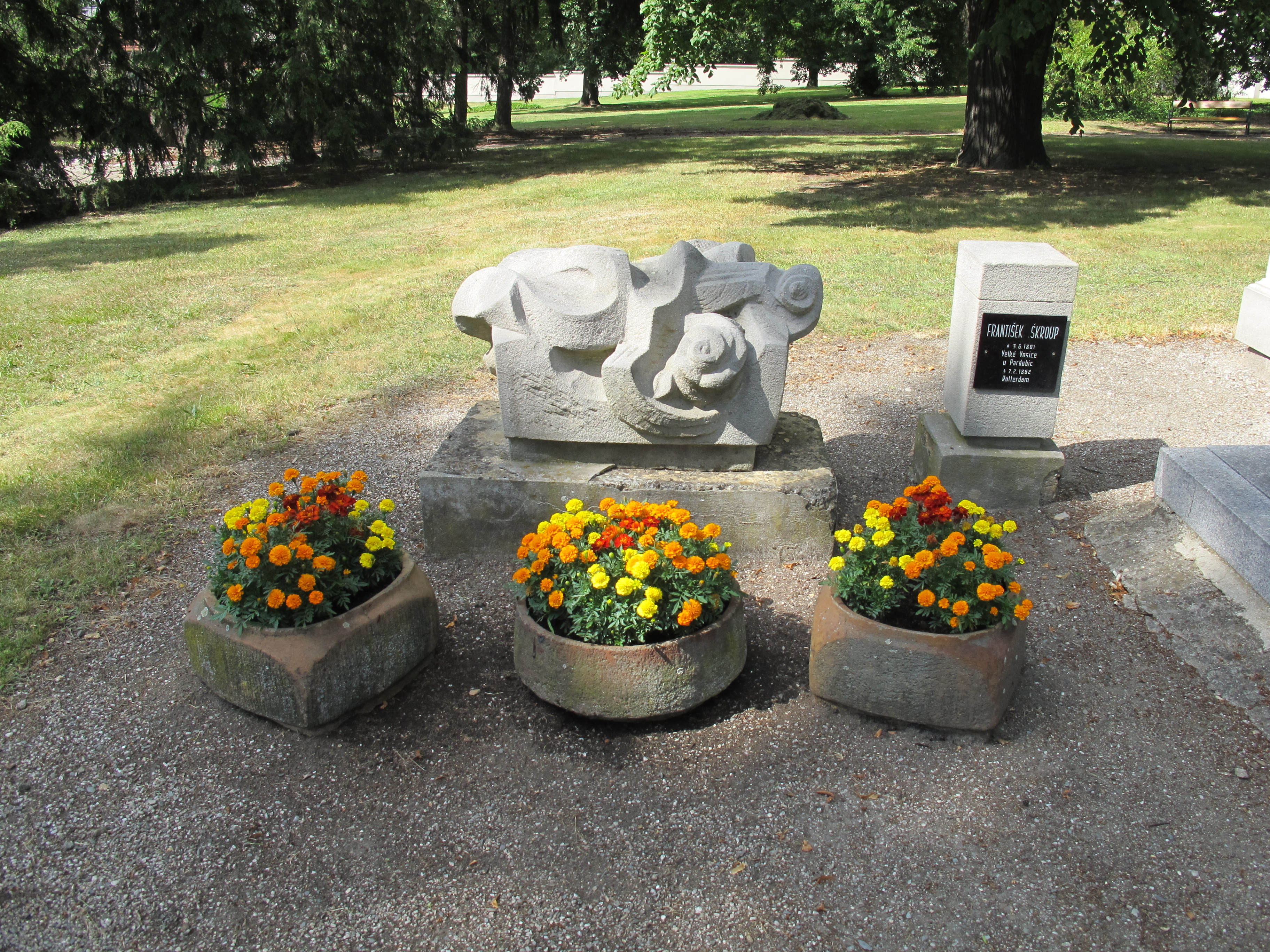
Housle a růže (1986)
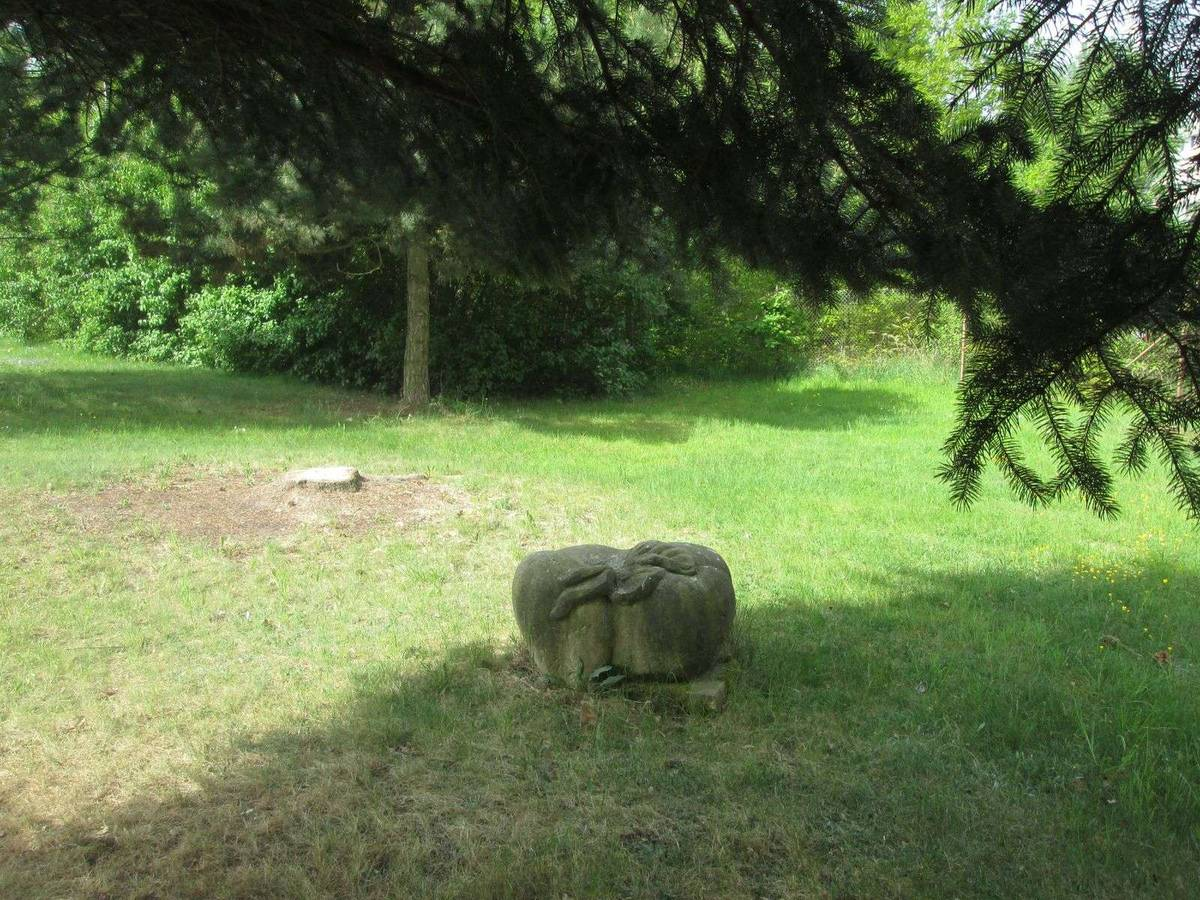
Jablko – celkový pohled (1989)
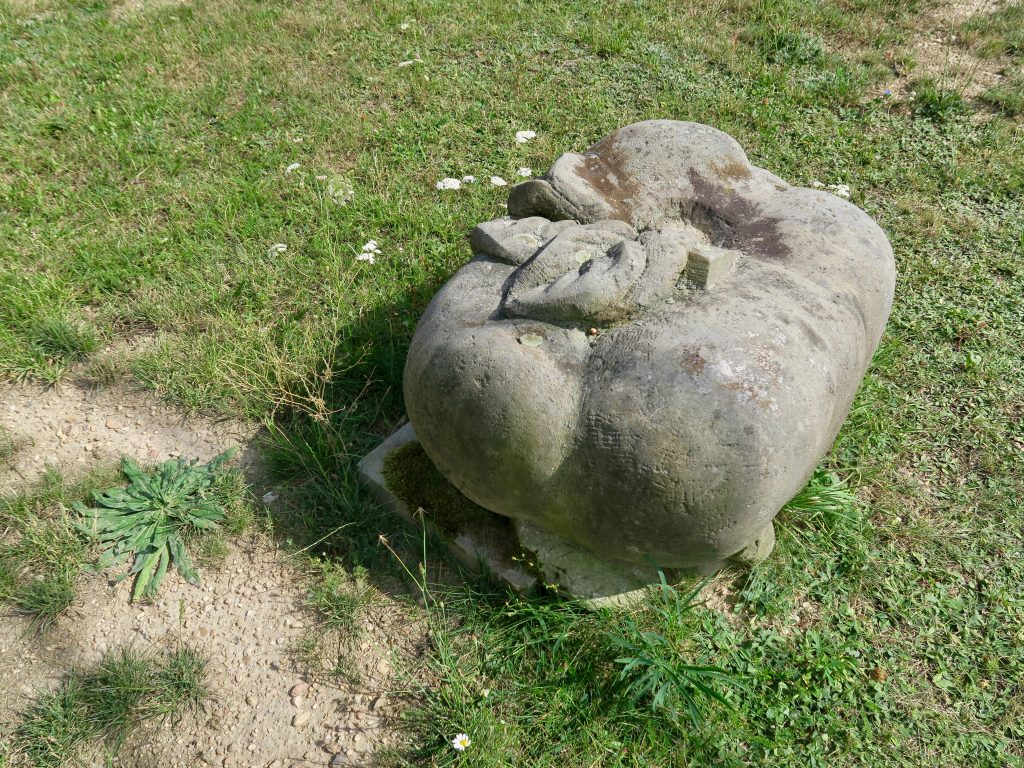
Jablko – detail (1989)
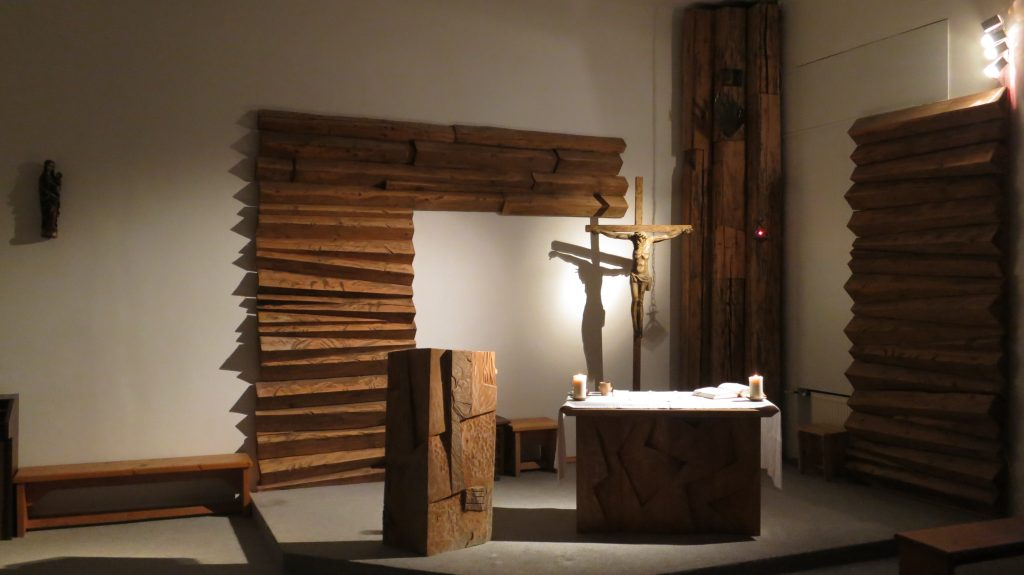
Interiér kaple svatého Ducha (1995)

#### Kříž obětem všech válek
Sakrální veřejně přístupný objekt s názvem Kříž obětem všech válek zhotovená ze dřeva pochází z roku 2014 a nachází se v Plzni 10 – Lhotce (na GPS souřadnicích: 49°41′21″ s. š., 13°19′22″ v. d.)

#### Kyjovská Madona
Sakrální veřejně přístupný obraz z roku 2009 s názvem Kyjovská Madona v Plzni 9 – Malesicích (GPS souřadnice: 49°46′17″ s. š., 13°19′17″ v. d.).

#### Lidice varují!
Veřejně přístupný pomník nazvaný Lidice varují! se nachází v parku U Bazénu (Plzeň 1, Severní Předměstí; GPS souřadnice: 49°46′15″ s. š., 13°22′11″ v. d.). Původní pomník byl zakomponován do centrálního parku na sídlišti Lochotín, kde se v roce 1982 (ke 40. výročí vyhlazení obce Lidice) nacházel mezi budovami tehdy 31. základní školy a 32. základní školy. Základní organizace Českého zahrádkářského svazu v Plzni tehdy zajistila dovezení růží přímo z lidického památníku. Postupem času se na pomník Lidice varují! zapomnělo, ale byl znovuobjeven skupinou Maják Plzně, která společně s dobrovolníky zajistila úpravu okolí pomníku. Slavnostně byl pomník znovu předán veřejnosti dne 11. června 2012. Akce proběhla za účasti několika lidických žen, které společně symbolicky zasadily opět růže pocházející z Lidic. Na slavnosti zazpívala sólistka argentinské opery v Buenos Aires paní Lidice Robinson.

#### Milník času – bigbít
Pomník s názvem Milník času – bigbít z roku 2009 se nachází na veřejně přístupném místě (Chvojkovy lomy; Plzeň 2 - Slovany, Východní Předměstí; GPS souřadnice 49°44′7″ s. š., 13°23′59″ v. d.). Pomník byl slavnostně odhalen 1. května roku 2009 a finanční prostředky na jeho výstavbu byly získány veřejnou sbírkou. Pomník má tvar kruhu s průměrem čtyři metry po jehož obvodě se nacházejí neupravované lomové kameny. Na nich spočívá symbol 60. let 20. století – tzv. „protiatomový kříž“ s excentricky umístěným nápisem „Bigbít“. Milník času vyjadřuje symbolicky fakt, že Plzeň byla v dobách komunistické totality jakýmsi „mostem k big–beatu“ (v Plzni bylo možno přijímat vysílání zahraničního radia Luxembourg, kde se prezentovala tehdejší moderní západní hudba).

Ukázky realizací ve veřejném prostoru (IV)
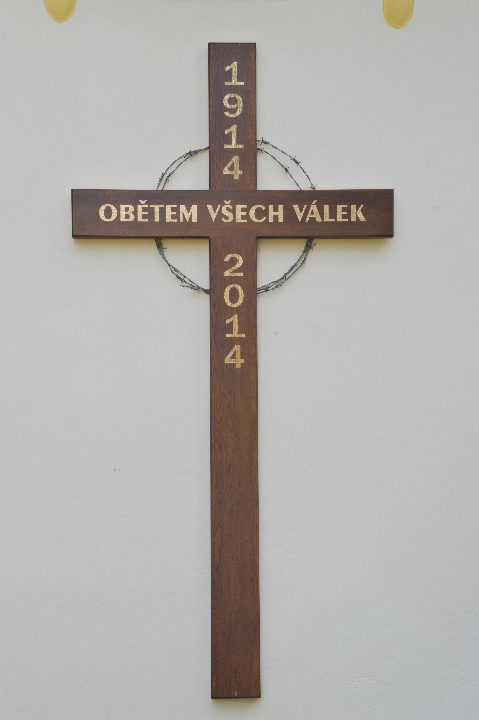
Kříž obětem všech válek (2014)
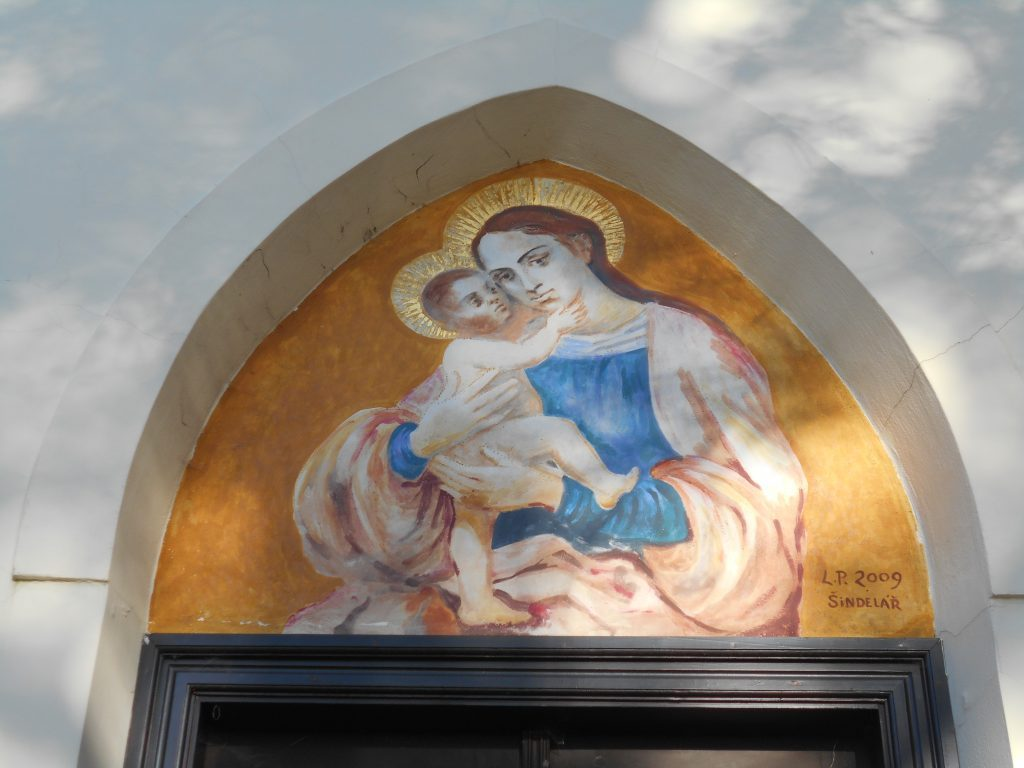
Kyjovská Madona (2009)
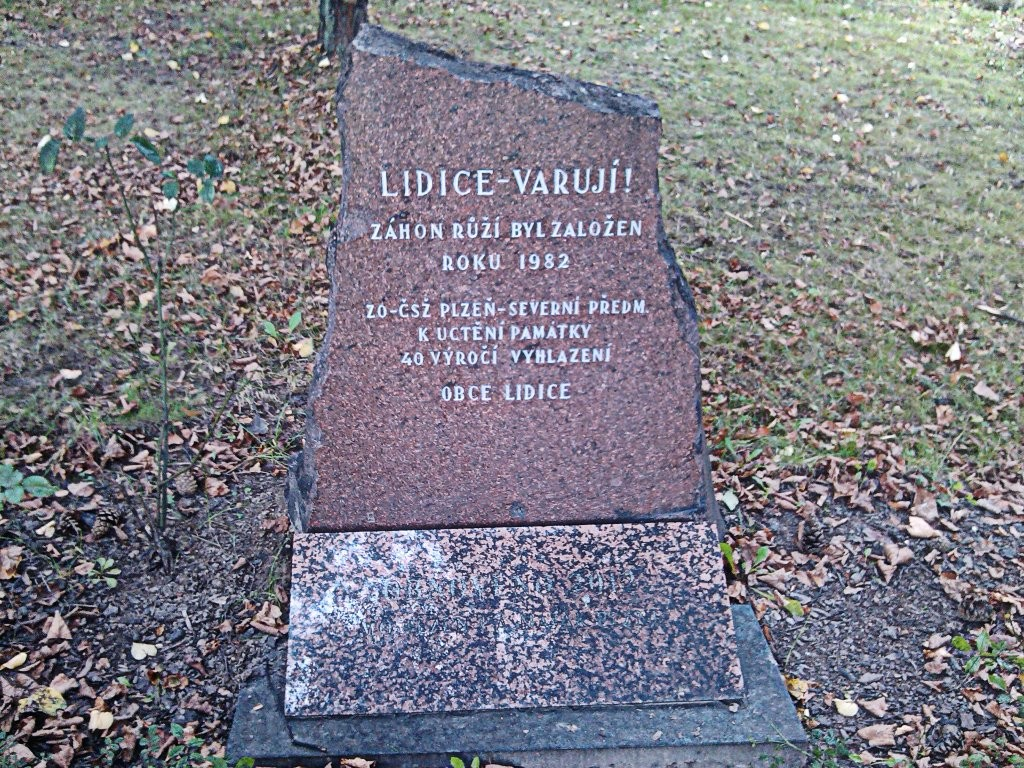
Lidice varují! (1982, 2012)
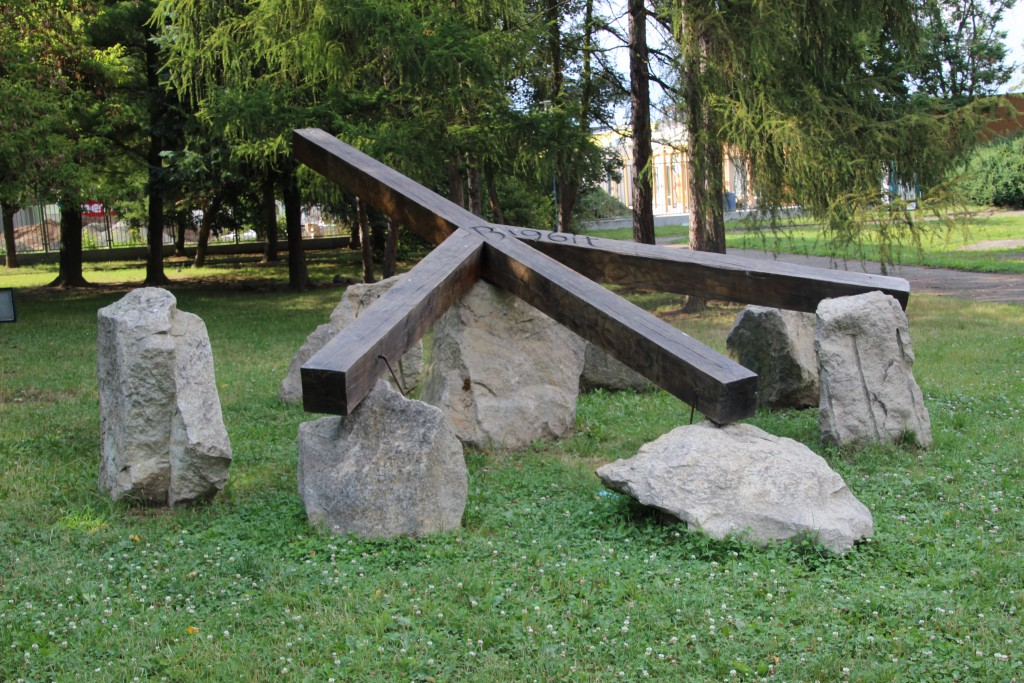
Milník času – bigbít (celek, 2009)
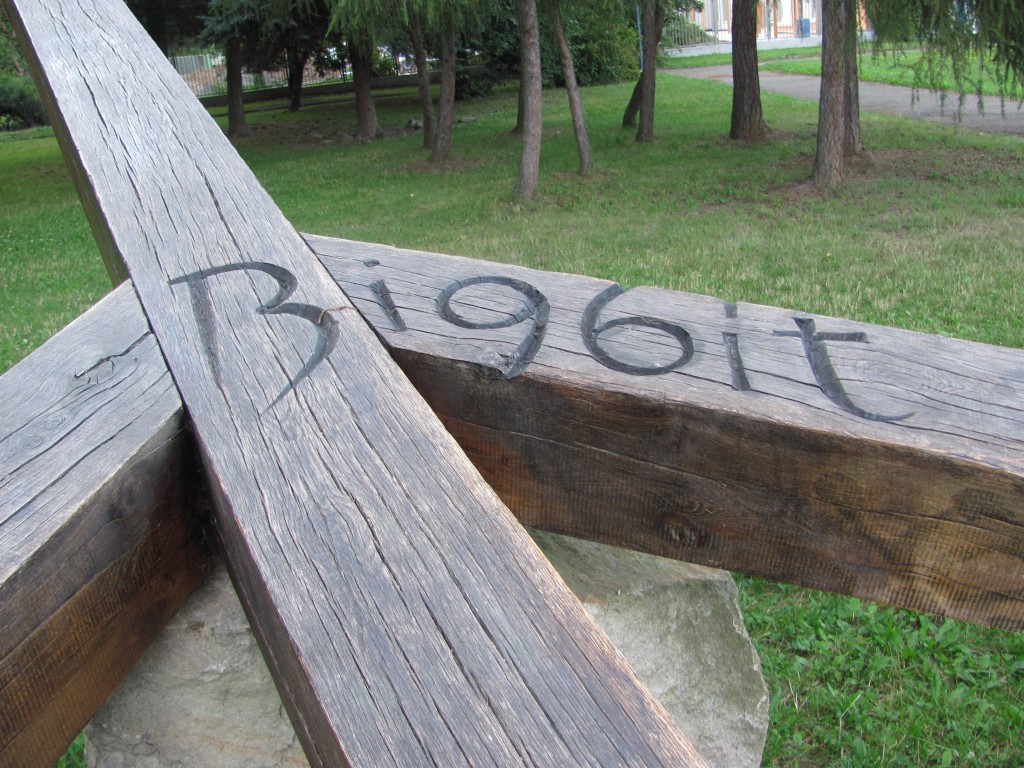
Milník času – bigbít (detail, 2009)

#### Obrázek Nejsvětější Trojice
Veřejně přístupná malba typu domovní znamení označovaná jako Obrázek Nejsvětější Trojice se nachází na budově na náměstí Republiky 138/24 (Plzeň 3, Vnitřní Město; GPS souřadnice 49°44′47″ s. š., 13°22′37″ v. d.).

#### Pamětní deska Jaroslava Černého
Veřejně přístupná pamětní deska věnovaná českému egyptologovi profesoru Jaroslavu Černému pochází z roku 2004, je zhotovena ze švédské žuly a jejími autory jsou malíř a pedagog Stanislav Poláček (* 26. února 1964, Plzeň) a Jaroslav Šindelář. Deska se nachází na domě na adrese Jagellonská 492/3; Plzeň 3, Jižní Předměstí (GPS souřadnice 49°44′31″ s. š., 13°22′37″ v. d.).

#### Pamětní deska k deportaci Židů
Veřejně přístupná pamětní deska z roku 2002 připomínající deportací Židů v roce 1942 se nachází na budově sokolovny ve Štruncových sadech (Plzeň 3, Východní Předměstí; GPS souřadnice 49.748150, 13.385130). Desku slavnostně odhalil předseda Poslanecké sněmovny Václav Klaus 23. ledna 2002. Deska připomíná místo a událost z roku 1942, kdy bylo 2604 plzeňských Židů soustředěno v prostorech dnešních Štruncových sadů, odkud byli odvezeni do terezínského židovského ghetta a odtud pak následně deportováni do pracovních nebo vyhlazovacích nacistických koncentračních táborů po celé Evropě.

#### Panna Marie s Ježíškem, Anna a Jáchym
V interiéru návesní kaple Svaté Anny (Plzeň 10-Lhota; GPS souřadnice 49°41′21″ s. š., 13°19′22″ v. d.) se nachází obraz nazvaný Panna Marie s Ježíškem, Anna a Jáchym.

Ukázky realizací ve veřejném prostoru (V)
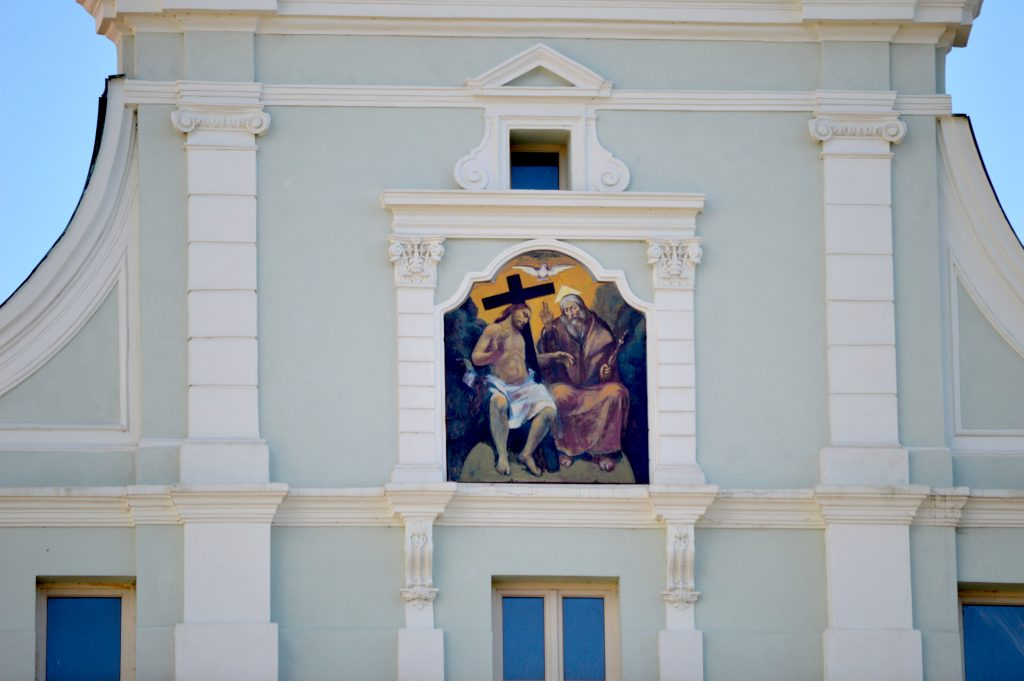
Obrázek Nejsvětější Trojice
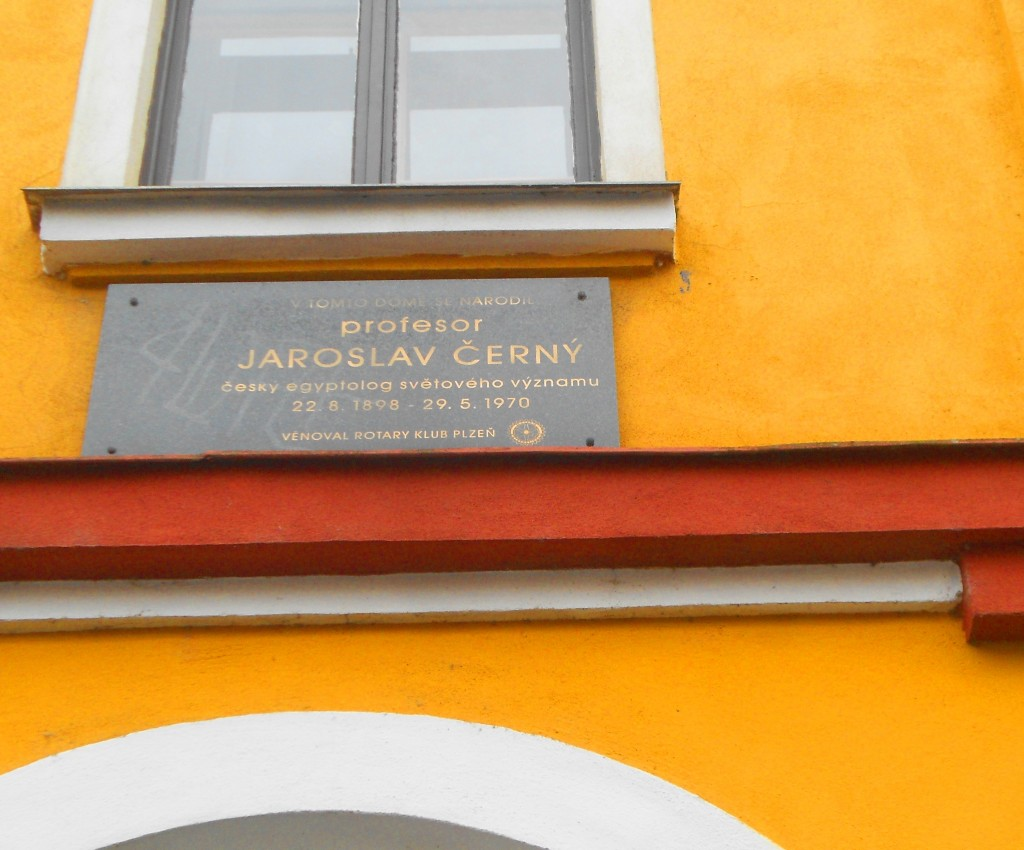
Pamětní deska profesora Jaroslava Černého (2004)
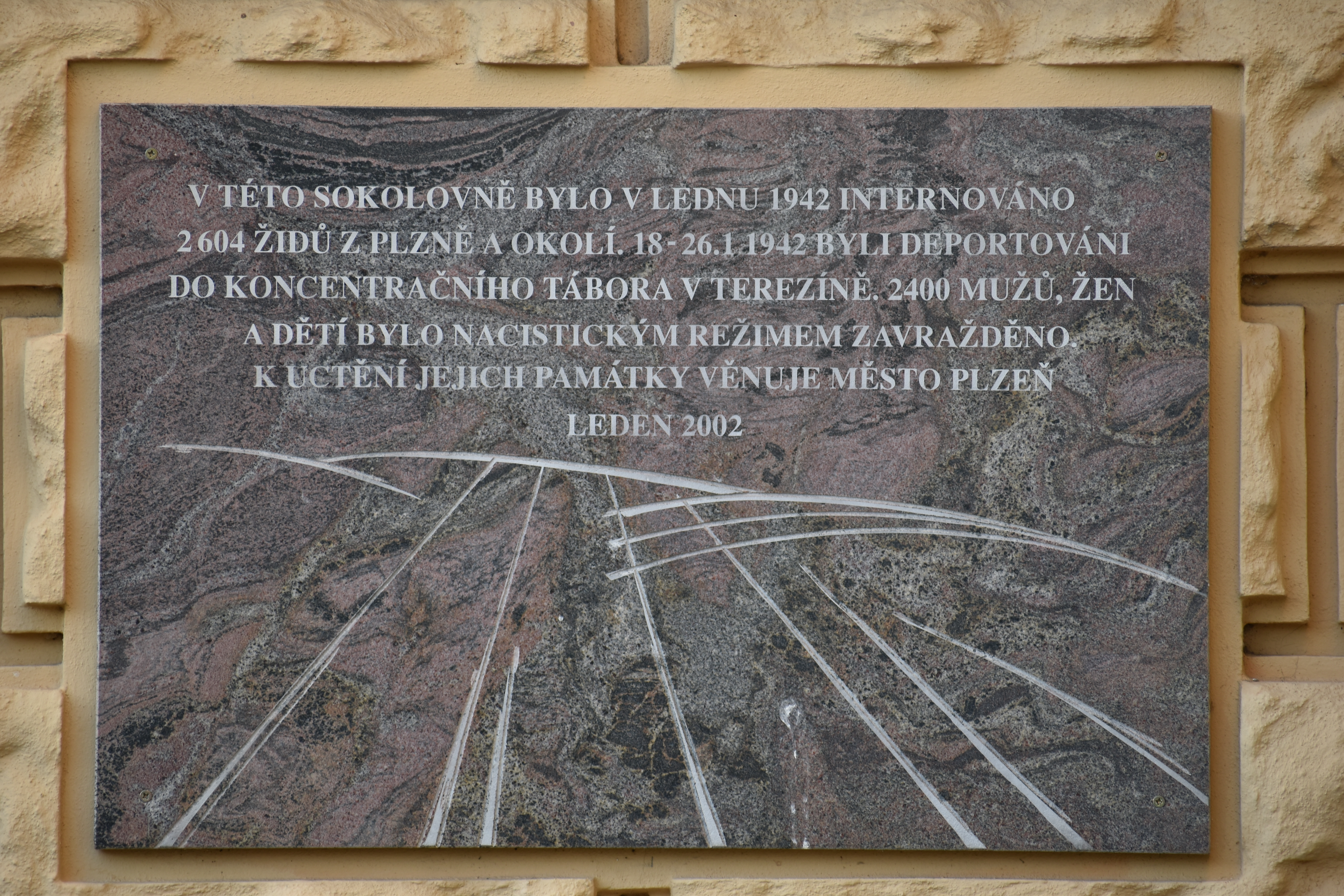
Pamětní deska k deportaci Židů (2002)
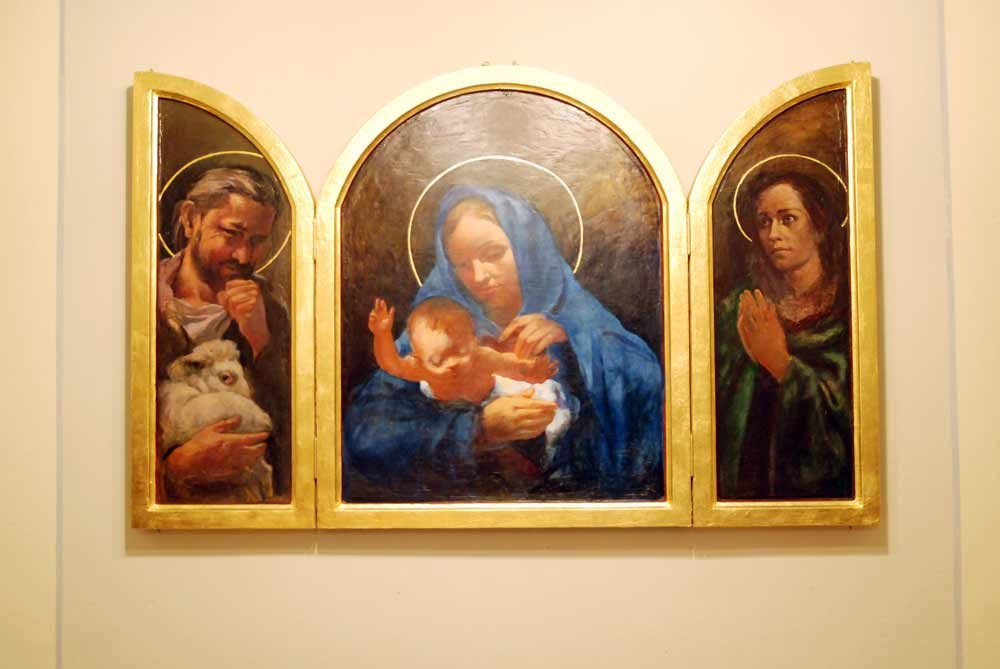
Panna Marie s Ježíškem, Anna a Jáchym

#### Socha Piety na Pražském mostě
Veřejně přístupná socha Piety na Pražském mostě v Pražské ulici v Plzni–3, Východní Předměstí u Mlýnské strouhy (u Křižíkových sadů; GPS souřadnice 49°44′51″ s. š., 13°22′51″ v. d.). Autorem originálu této sochy z roku 1750 byl Antonín Herich nebo český sochař a řezbář Lazar Widemann (1697–1769). Originál sochy byl ve špatném stavu a nedochoval se neboť se rozpadl. Kopii sochy zhotovil Jaroslav Šindelář v roce 1987. Firma Karel Granát provedla v roce 2016 na soše údržbu (očištění, retušování, doplnění umělým kamenem).

#### Památník amerických letců
Pomník americkým letcům pochází z roku 1996 a nachází se na Křimickém náměstí (Plzeň 5-Křimice; GPS souřadnice 49°45′29″ s. š., 13°18′24″ v. d.). Jedná se o kamenný památník věnovaný vzpomínce na americké letce sestřelené dne 25. dubna 1945. Památník obsahuje úlomek havarovaného letadla.

#### Pomník Mistra Jana Husa
Pomník Mistra Jana Husa jihozápadně od Litic (Plzeň 6 - Litice; Veveří; GPS souřadnice 49°41′38″ s. š., 13°20′45″ v. d.) pochází z roku 2015 a je někdy nazýván mohylou. Na kamenné destičce umístěné na mohyle je nápis: „1415 2015 / Mistr Jan Hus / kazatel pravdy“.

Ukázky realizací ve veřejném prostoru (VI)
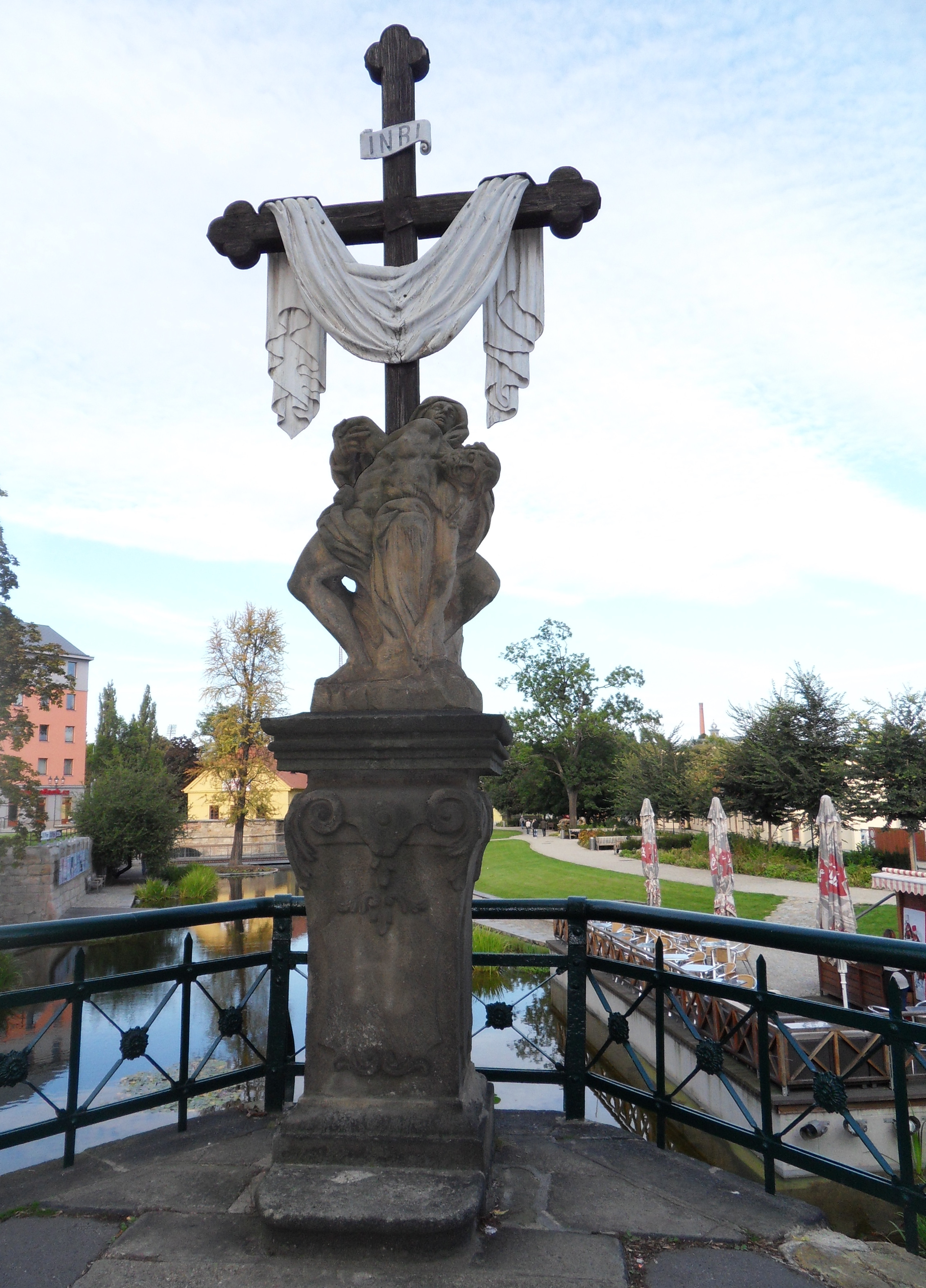
Socha Piety na Pražském mostě (1750, 1987)
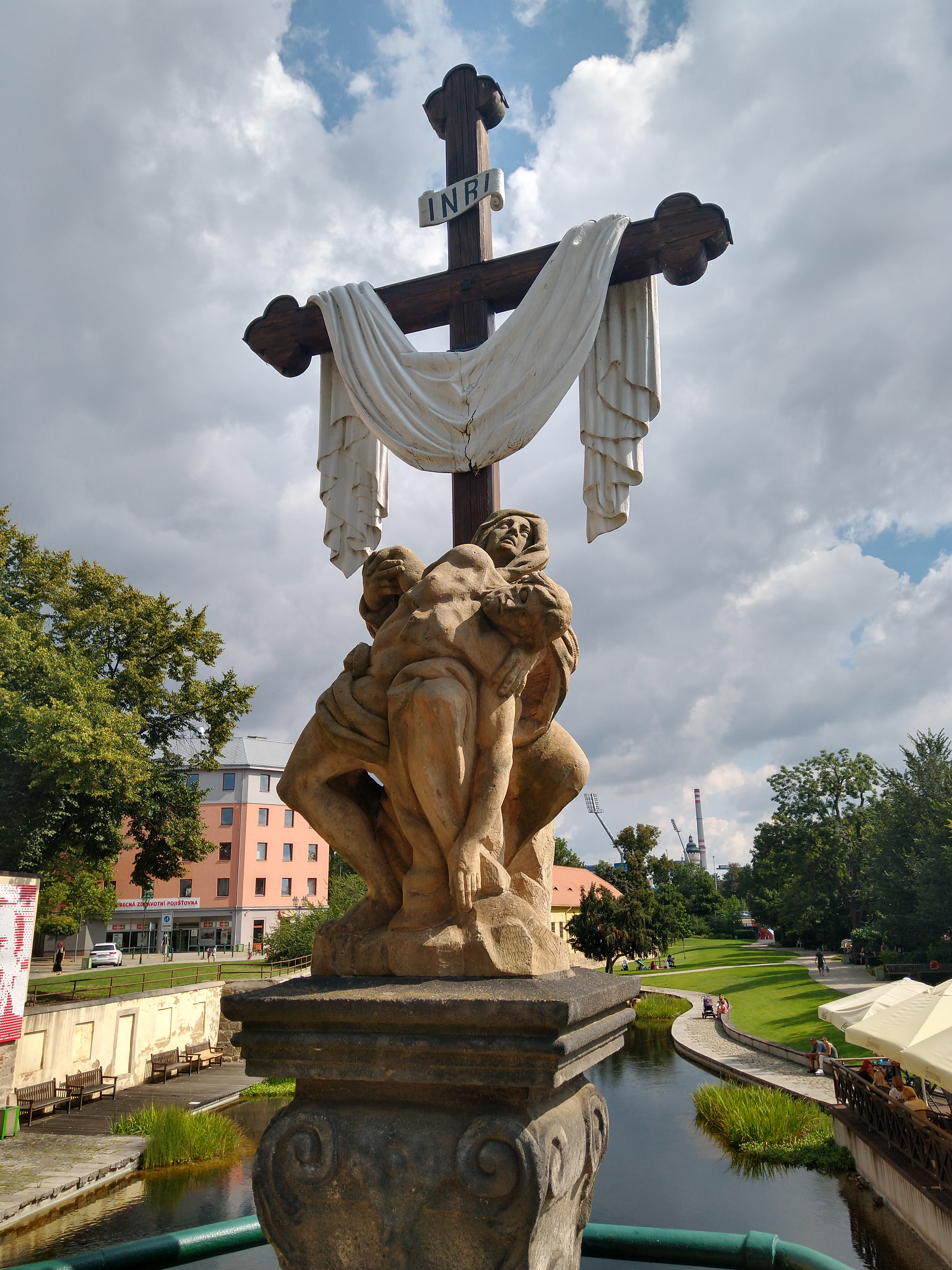
Socha Piety na Pražském mostě (1750, 1987)
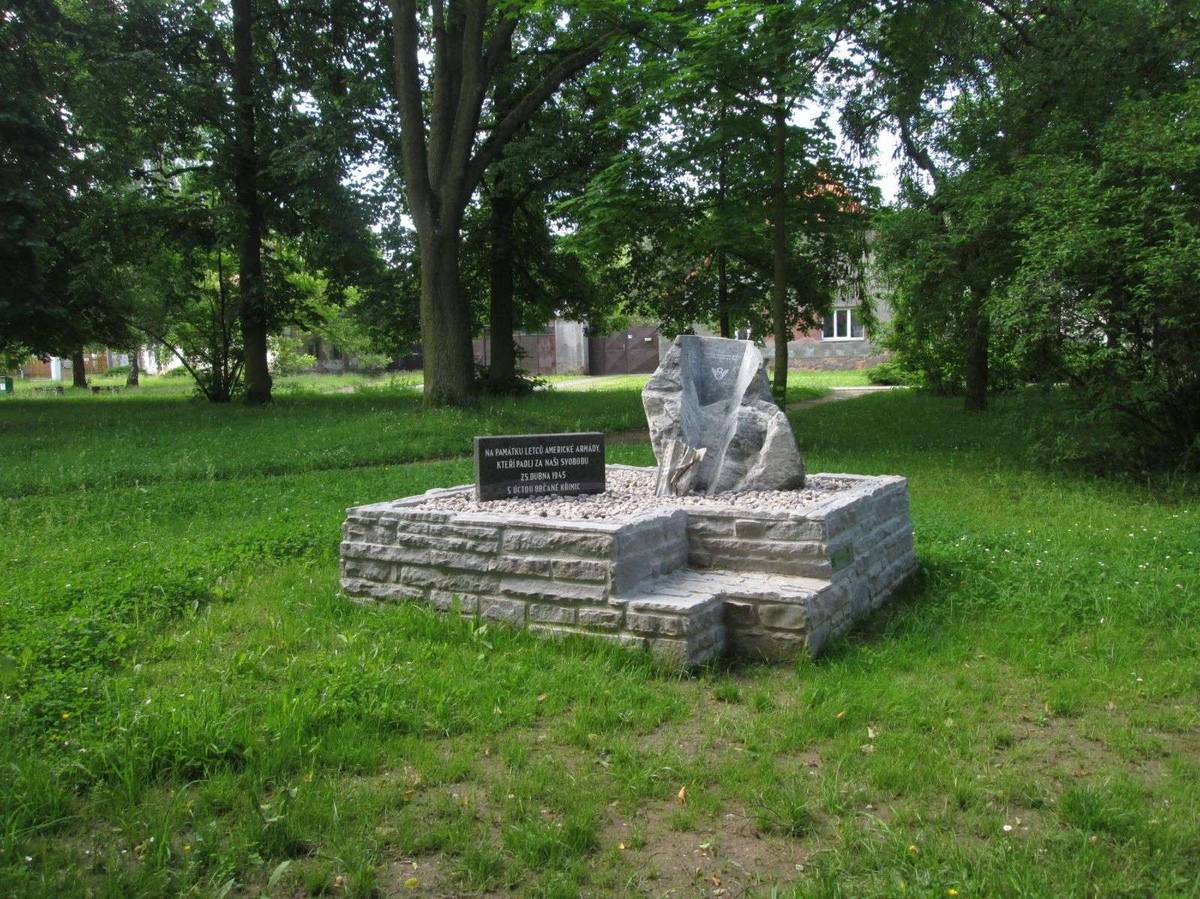
Památník amerických letců (1996)
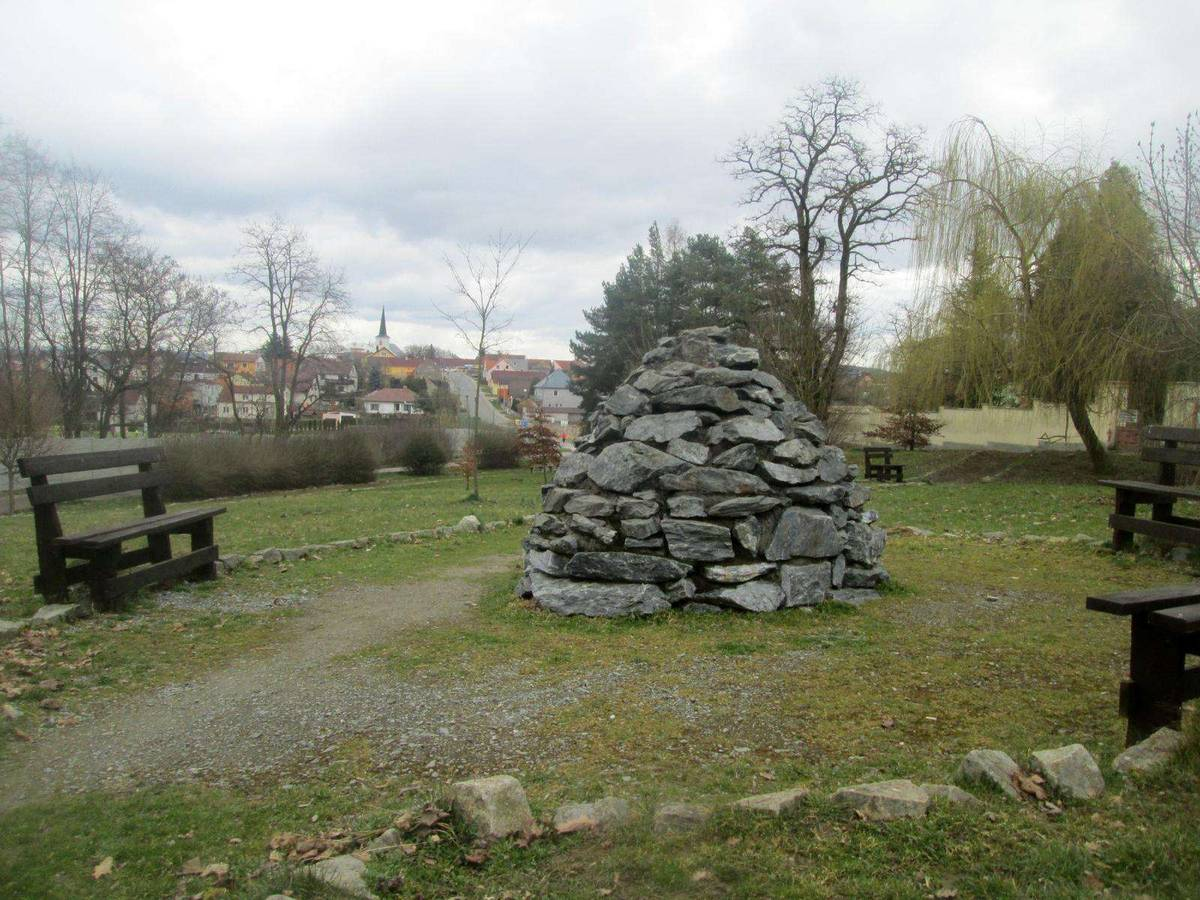
Pomník Mistra Jana Husa (2015)
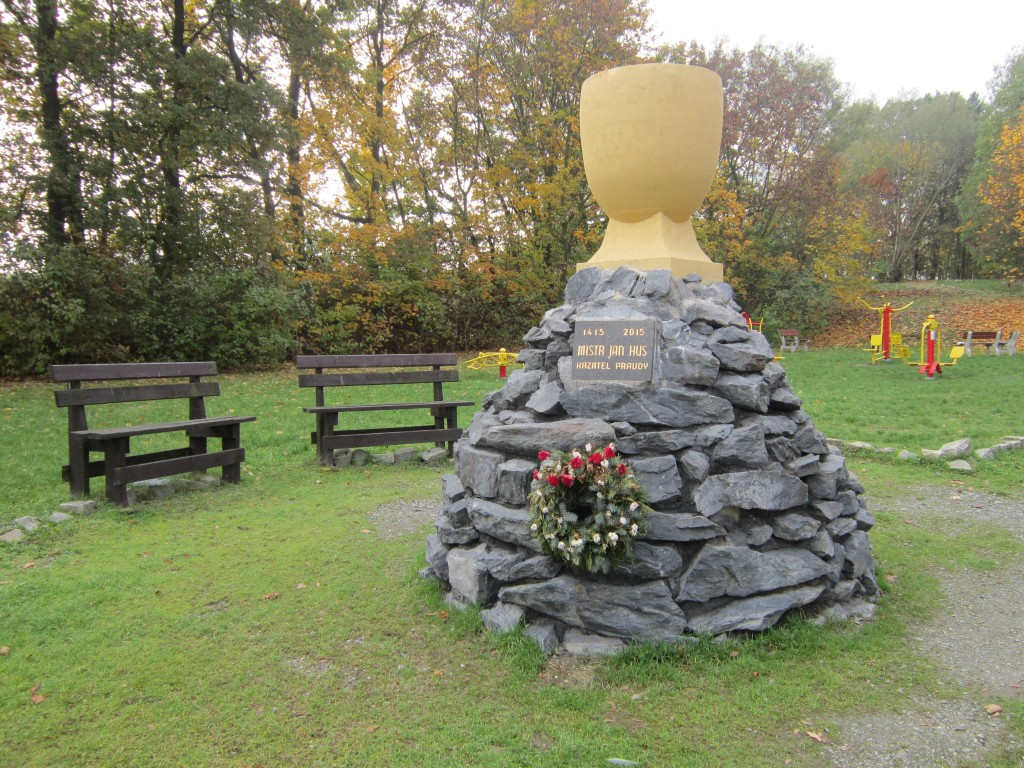
Pomník Mistra Jana Husa (2015)

#### Pomník padlým v Plzni nad Hradištěm
Veřejně přístupný žulový pomník věnovaný památce obětí 1. a 2. světové války se nachází na Plzeňské cestě (Plzeň 2 - Slovany, Hradiště; GPS souřadnice 49°42′44″ s. š., 13°24′1″ v. d.). Historie pomníku sahá až do roku 1921. Jaroslav Šindelář pro pomník zhotovil v roce 1990 novou bustu T. G. Masaryka, která se nachází na vrcholku středového hranolu. Po stranách pomníku se nalézají kamenné desky se soupisem jmen osob, padlých za svobodu v letech 1914–1918 a 1938–1945.

#### Pomník padlých Plzeňanů v květnovém povstání 1945
Veřejně přístupný památník s názvem: Pomník padlých Plzeňanů v květnovém povstání 1945 z roku 2016 se nachází na náměstí Míru v blízkosti Purkyňova pavilonu (Plzeň 3, Jižní Předměstí; GPS souřadnice: 49°43′49″ s. š., 13°22′17″ v. d.). Základem je světlý upravený přírodní balvan o rozměrech asi 1 x 1 metr s výškou 1,5 metru, do něhož je kolmo vetknuta kamenicky opracovaná tmavá leštěná deska s nápisem: „Památce padlých Plzeňanů v květnovém povstání 1945“. V těsné blízkosti balvanu je na úrovni okolního trávníku obdélníkový prostor vysypaný bílými kamínky. Na nich spočívá druhá tmavá leštěná deska s konkrétními jmény padlých občanů Plzně.

#### Pomník příslušníkům vojenských pozemních jednotek
Veřejně přístupný pomník příslušníkům vojenských pozemních jednotek z roku 2012 v Husově ulici (Plzeň 3, Jižní Předměstí; GPS souřadnice 49°44′43″ s. š., 13°22′21″ v. d.) je společným dílem Petry Štěpánkové a Jaroslava Šindeláře. Vznik pomníku inicioval Rudolf Bayer (předseda Military Car Clubu Plzeň). Dílo je stylizováno do podoby patníku, po jehož stranách jsou vytesána jména míst, kde Čechoslováci v pozemních jednotkách na Západě během druhé světové války sloužili. Na horní hraně vlastního patníku je položena britská helma, kterou Čechoslováci během vojenských akcí v druhé světové válce nosili.

Ukázky realizací ve veřejném prostoru (VII)
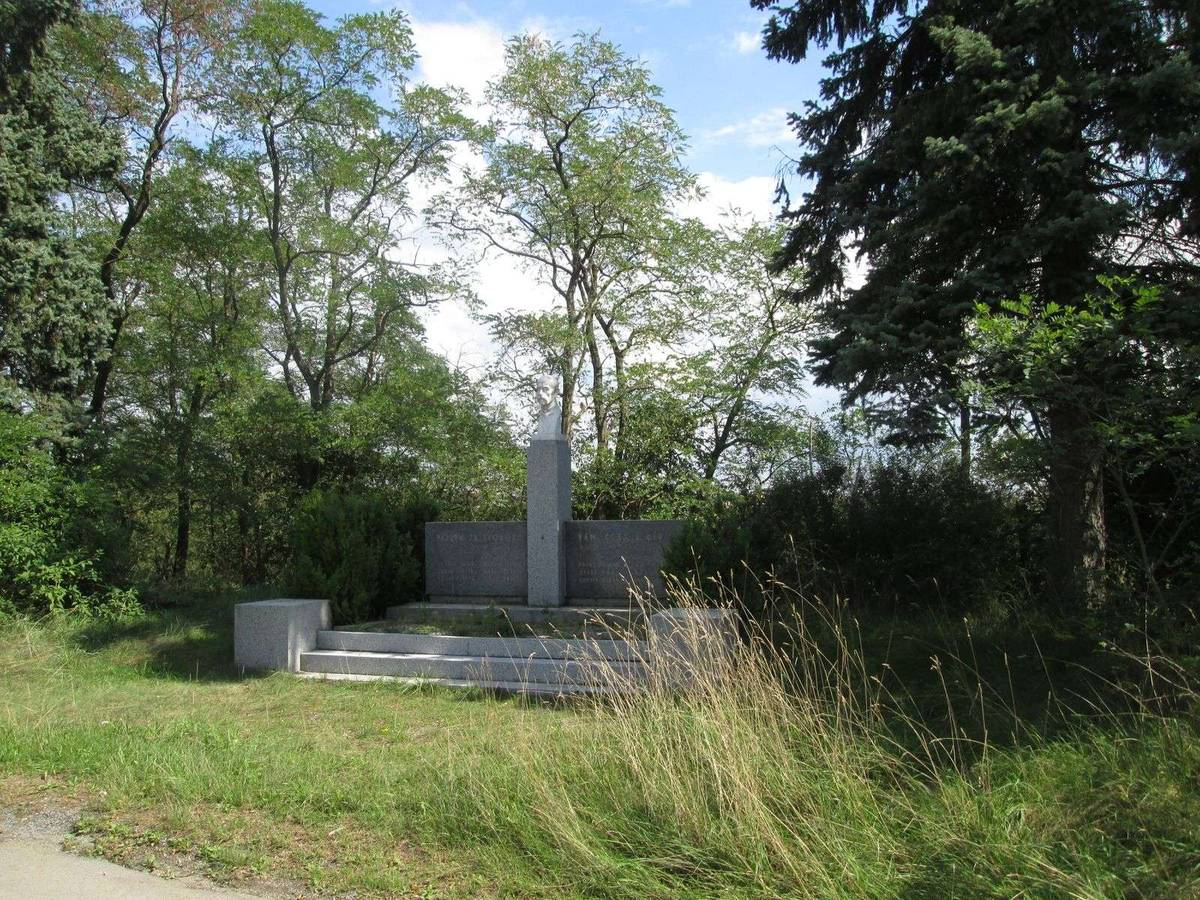
Pomník padlým v Plzni nad Hradištěm (1921, 1990)
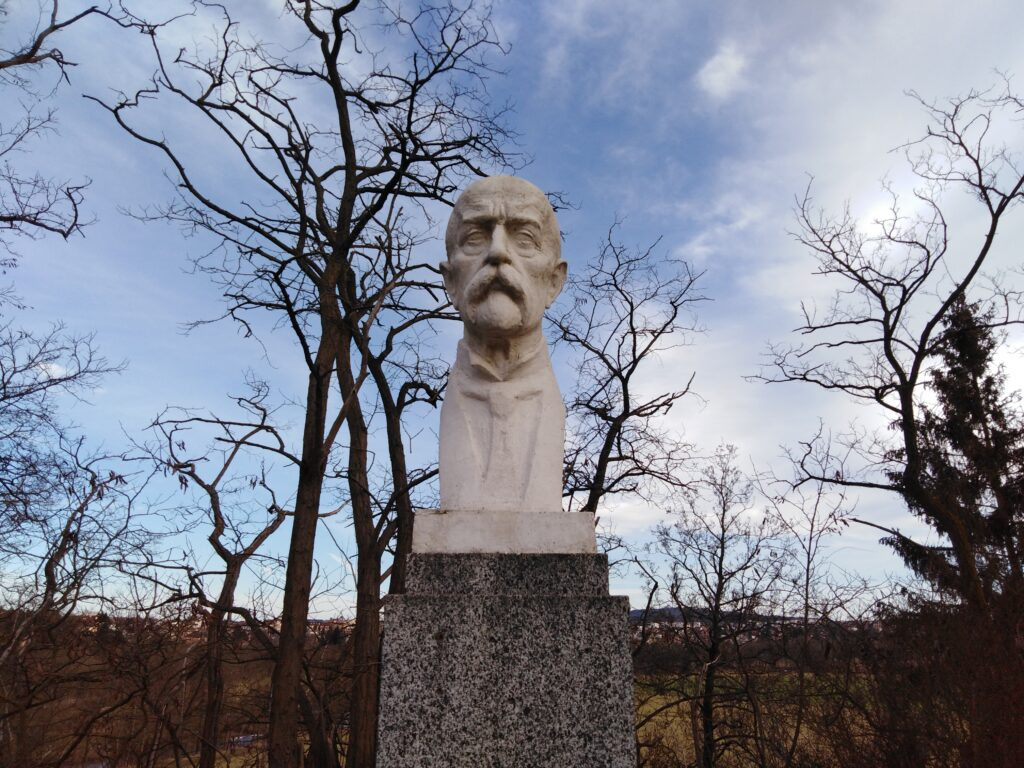
Detail busty T.G.M. na pomníku padlým v Plzni nad Hradištěm (1921, 1990)
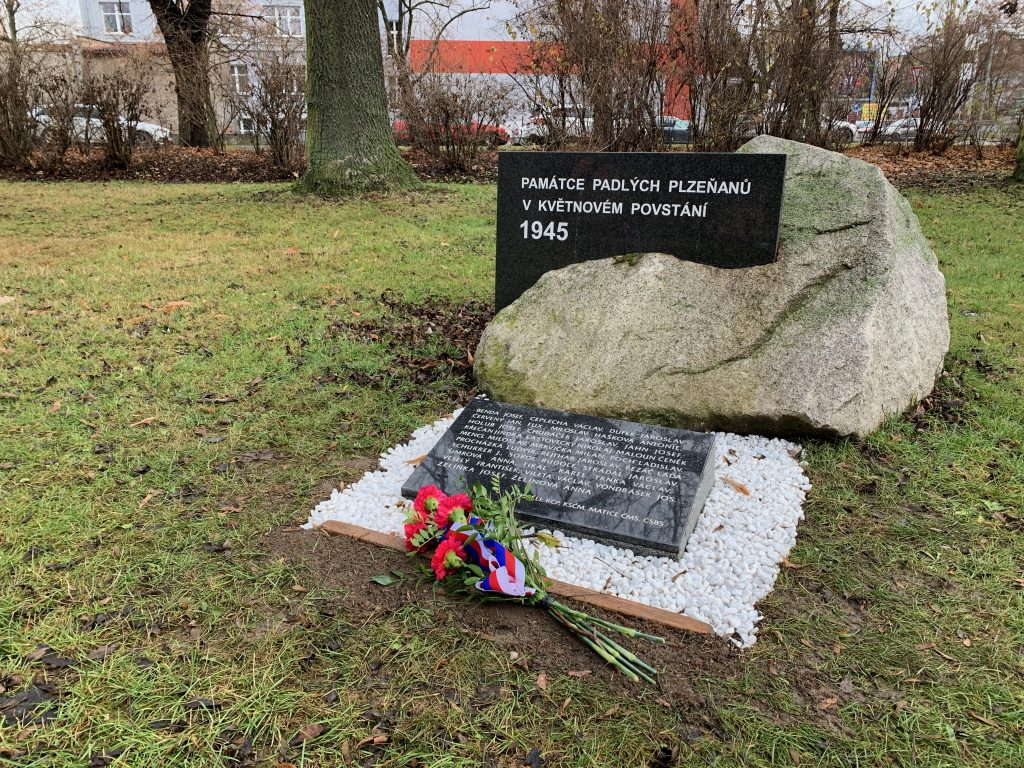
Pomník padlých Plzeňanů v květnovém povstání 1945 (2016)
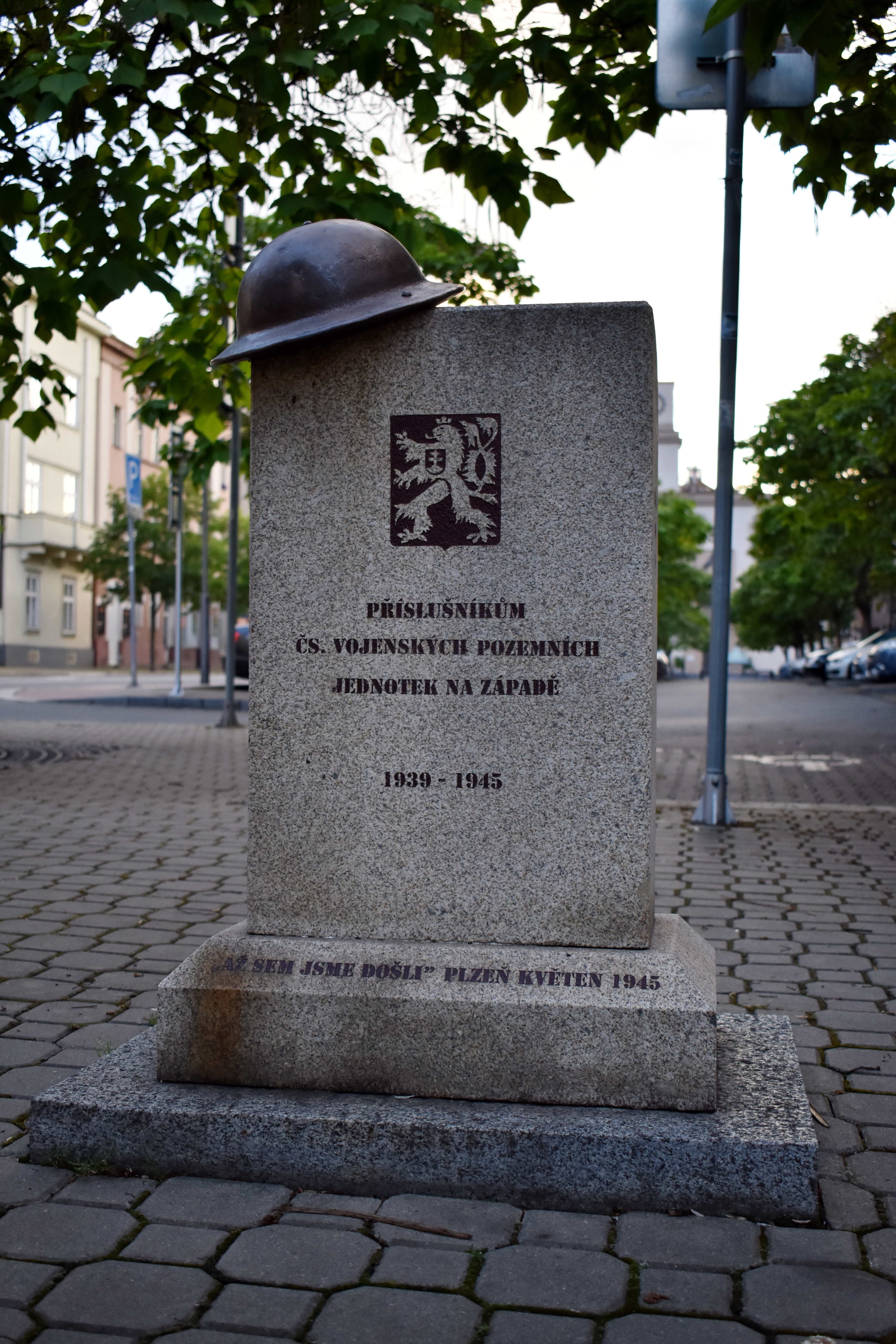
Pomník příslušníkům vojenských pozemních jednotek (2012)

#### Pomník Václava Trojana
Veřejně přístupný pomník hudebního skladatele Václava Trojana v Plzni. Základním materiálem je umělý kámen na betonovém soklu vysokém 170 cm. Pomník pochází z roku 2010 (slavnostně odhalen 4. června 2010) a nachází se na adrese: Plzeň 3, Východní Předměstí, Mlýnská strouha, za hotelem Mariott (GPS souřadnice 49°44′54″ s. š., 13°22′57″ v. d.). Poprsí Václava Trojana v klobouku v mírně nadživotní velikosti je realisticky pojaté a je umístěno na vrcholu betonového soklu s kruhovým průřezem. Na vlastním soklu je nápis: "VÁCLAV TROJAN * HUDEBNÍ SKLADATEL". Vznik sochy inicioval český kytarový virtuóz Lubomír Brabec. Podle modelu zhotoveného Jaroslavem Šindelářem byla socha vytesána do umělého kamene Šindelářovo kolegy ze Střední uměleckoprůmyslové školy Zámeček. Trojanův rodný dům stál na Královském nábřeží v místech dnešních Šafaříkových sadů.

#### Poustevník Lochota
Poustevník Lochota je socha, která vznikla v roce 2013 pod společným pedagogickým vedením Ivany Švelchové a Jaroslava Šindeláře. Sochu vytvořili studenti oboru Prostorový design a sochařství SSUPŠ Zámeček. Nachází se (veřejně přístupná) v Lochotínském parku (Plzeň 1, Severní Předměstí, GPS souřadnice 49°45′39″ s. š., 13°21′54″ v. d.). Originální socha poustevníka byla v parku po druhé světové válce a pak zmizela. Návrat sochy iniciovala neformální skupina Maják Plzně, která se postupně snaží o znovuoživení tohoto místa.

#### FontánaRusalka
Kašna Rusalka (s reliéfním prvkem) ve Smetanových sadech (u Velkého divadla) pod Divadlem Josefa Kajetána Tyla v Plzni (Plzeň 3, Jižní Předměstí, GPS souřadnice 49°44′43″ s. š., 13°22′27″ v. d.) je z roku 1987. Je společným dílem trojice autorů. Hlavním z nich je sochař a medailér Alois Sopr (1913–1993), dalším pak Jaroslav Šindelář a trojici doplňuje architekt Pavel Němeček (* 1945). Celý objekt je tvořen z kamene (pískovce) a má následující přibližné rozměry: průměr 220 cm a výšku 300 cm (včetně soklu). Nedílnou součástí kašny je uprostřed bazénu umístěný trojstranný zdobený reliéfní prvek. Jedna strana obsahuje reliéf dívky v dlouhém šatu (Rusalka); druhá strana zobrazuje reliéf tančící dívky a konečně třetí strana je vyplněna abstraktním motivem.

Ukázky realizací ve veřejném prostoru (VIII)
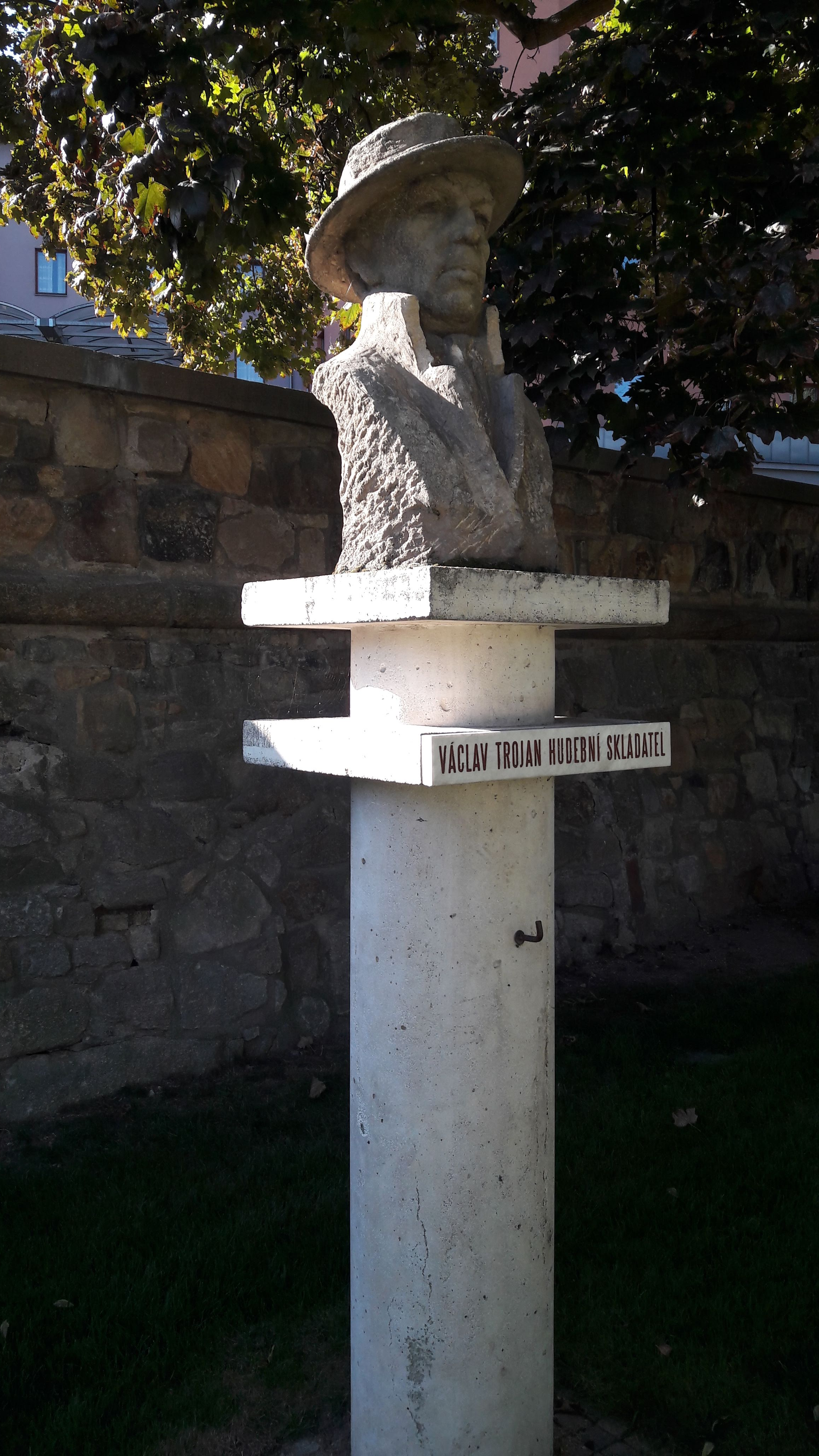
Pomník Václava Trojana (2010)
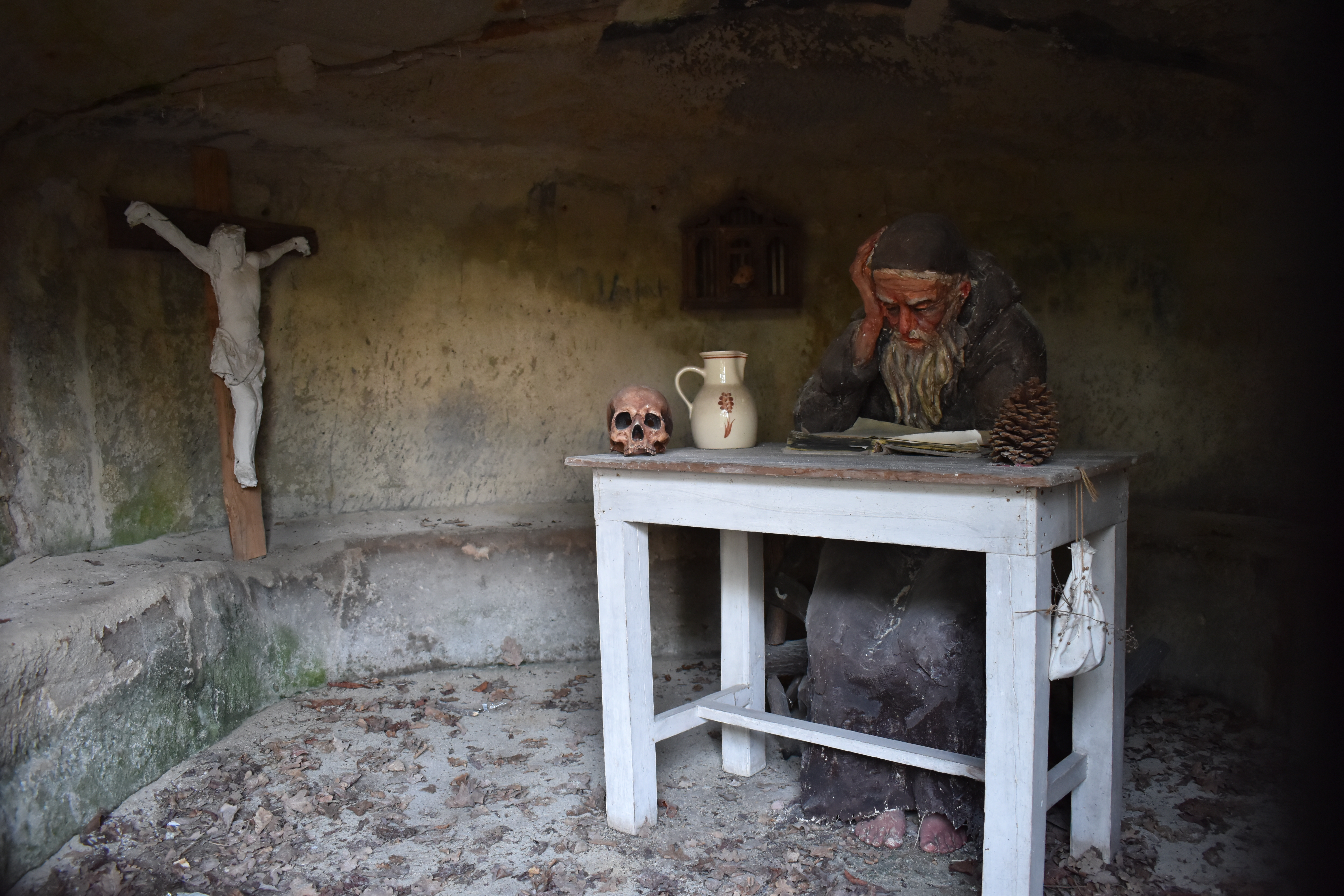
Poustevník Lochota (2013)
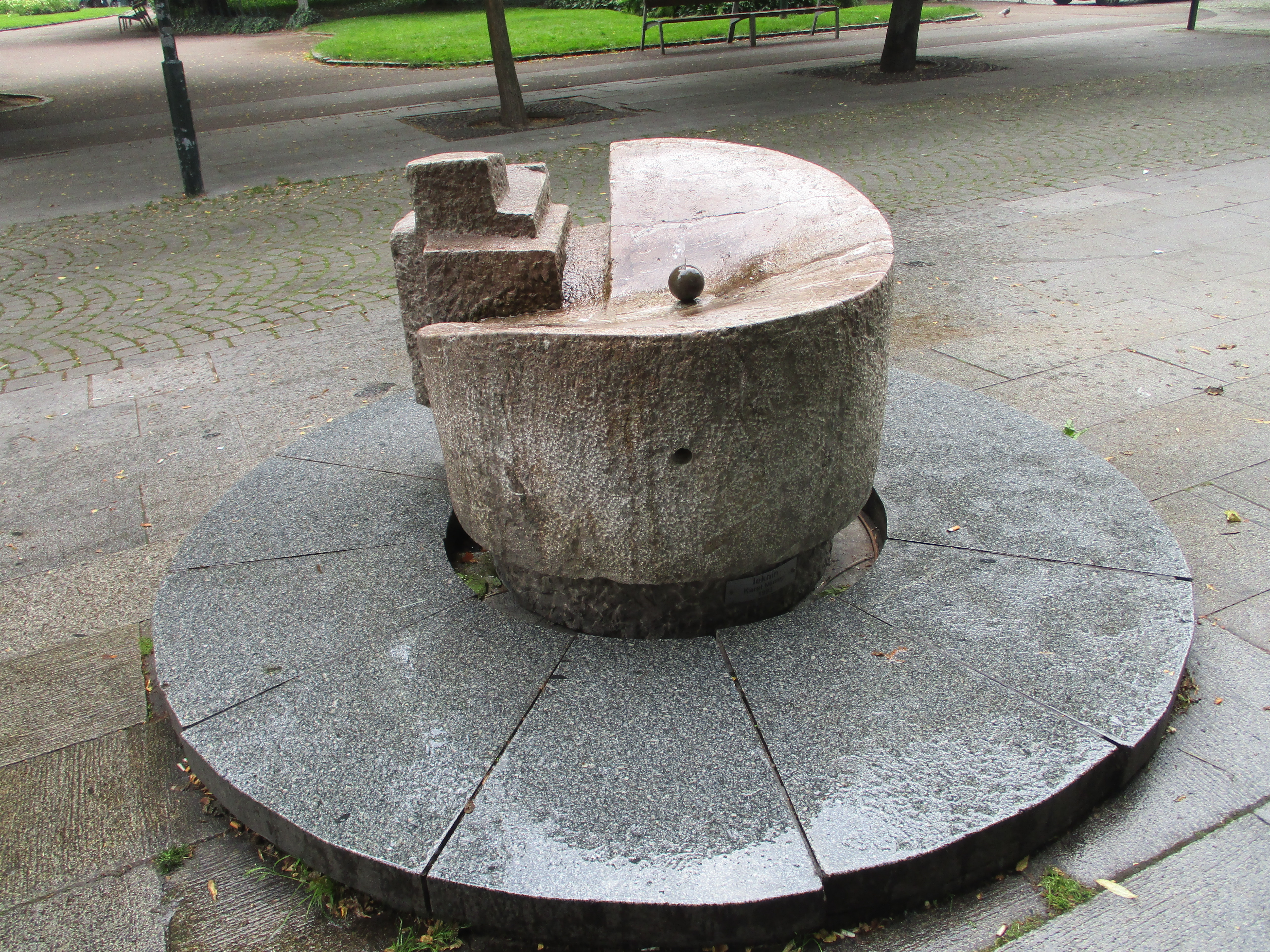
Kašna Rusalka (1987)
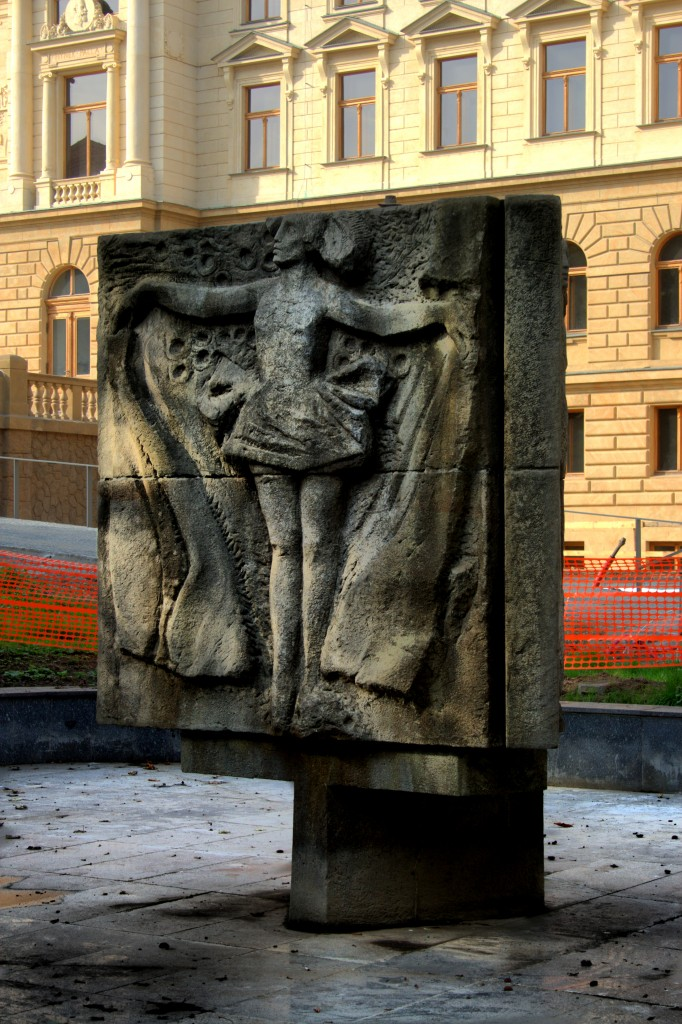
Kašna Rusalka (1987)

#### Rytíř Žumbera
Podle původní sochy rytíře Žumbery od Jana Mejzlíka z roku 1919 zhotovil z kamene v roce 1988 Jaroslav Šindelář kopii, která se nyní nachází na domě číslo 290/41 na náměstí Republiky v Plzni (Plzeň 3, Vnitřní Město; GPS souřadnice 49°44′53″ s. š., 13°22′39″ v. d.).

#### Svatá Barbora
Obraz svaté Barbory (asi z roku 2014) je umístěn uvnitř výklenkové kapličky Svaté Barbory v Plzni u Klatovské ulice (Plzeň 6 - Litice; GPS souřadnice 49°42′13″ s. š., 13°21′17″ v. d.). Kaplička je ve správě římskokatolické farnosti Plzeň - Litice.

#### Svatý Florián
V kostele svatého Petra a Pavla v Plzni-Liticich byla v pátek 31. srpna 2012 požehnána socha svatého Floriána. Patron hasičů byl slavnostně požehnán u příležitosti 75. výročí založení Sboru dobrovolných hasičů v Plzni-Liticich. Následně byla socha přenesena a umístěna do niky nad portálkem vstupu do areálu farní budovy (Plzeň 6 - Litice; Budilovo náměstí 1/2; GPS souřadnice 49°41′44″ s. š., 13°21′10″ v. d.).

#### Socha svatého Jana Nepomuckého
Ze 30. let 18. století pocházela originální socha svatého Jana Nepomuckého od sochaře a řezbáře Lazara Widemanna (1697–1769). Její pískovcovou kopii zhotovil Jaroslav Šindelář a je umístěna na Rooseveltově mostě (Plzeň 1, Severní Předměstí; ve směru z centra města coby 4. socha po levé straně mostu, naproti soše svatého Jana Sarkandera; GPS souřadnice 49°45′4″ s. š., 13°22′45″ v. d.).

Ukázky realizací ve veřejném prostoru (IX)
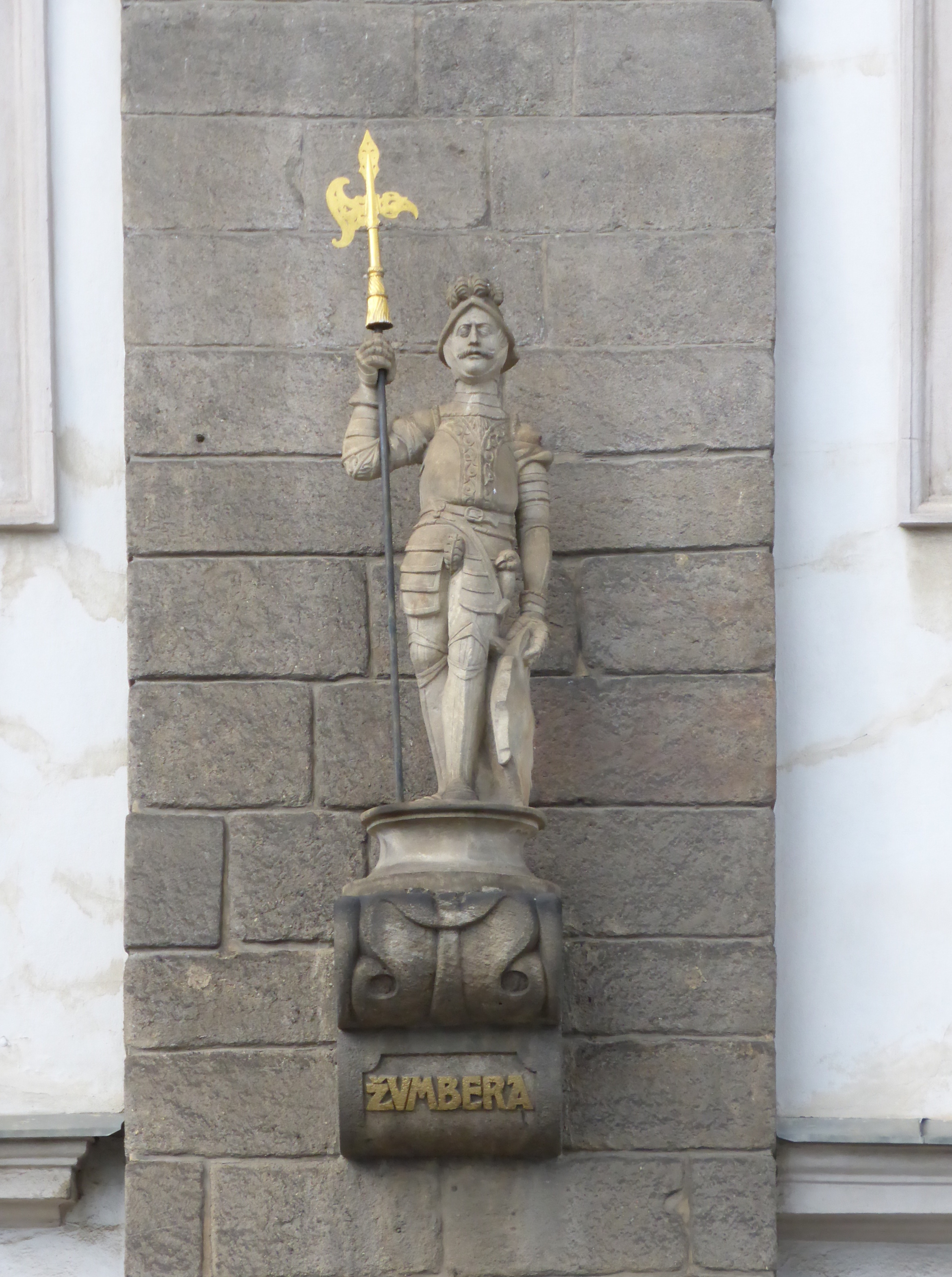
Rytíř Žumbera (1988)
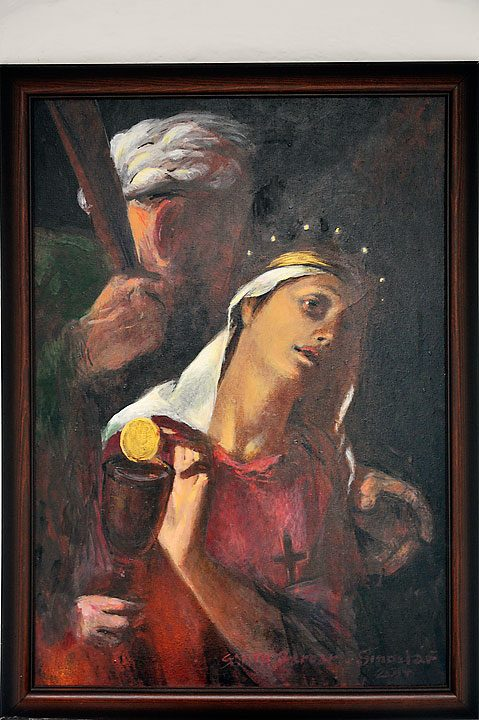
Obraz Svaté Barbory ve výklenkové kapličce (asi 2014)
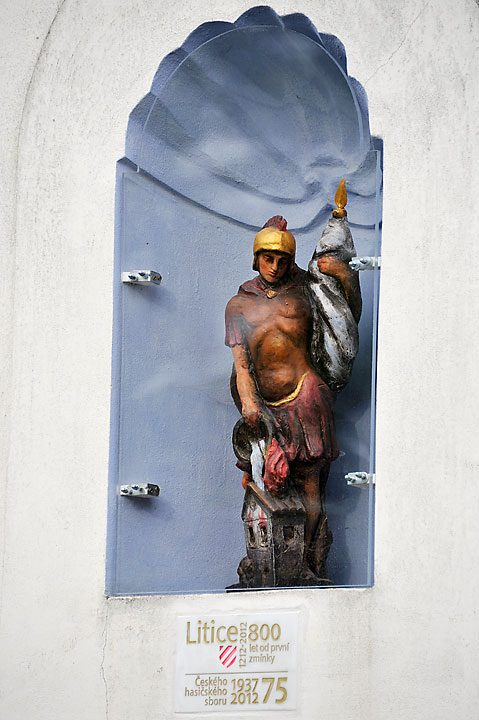
Svatý Florián (2012)
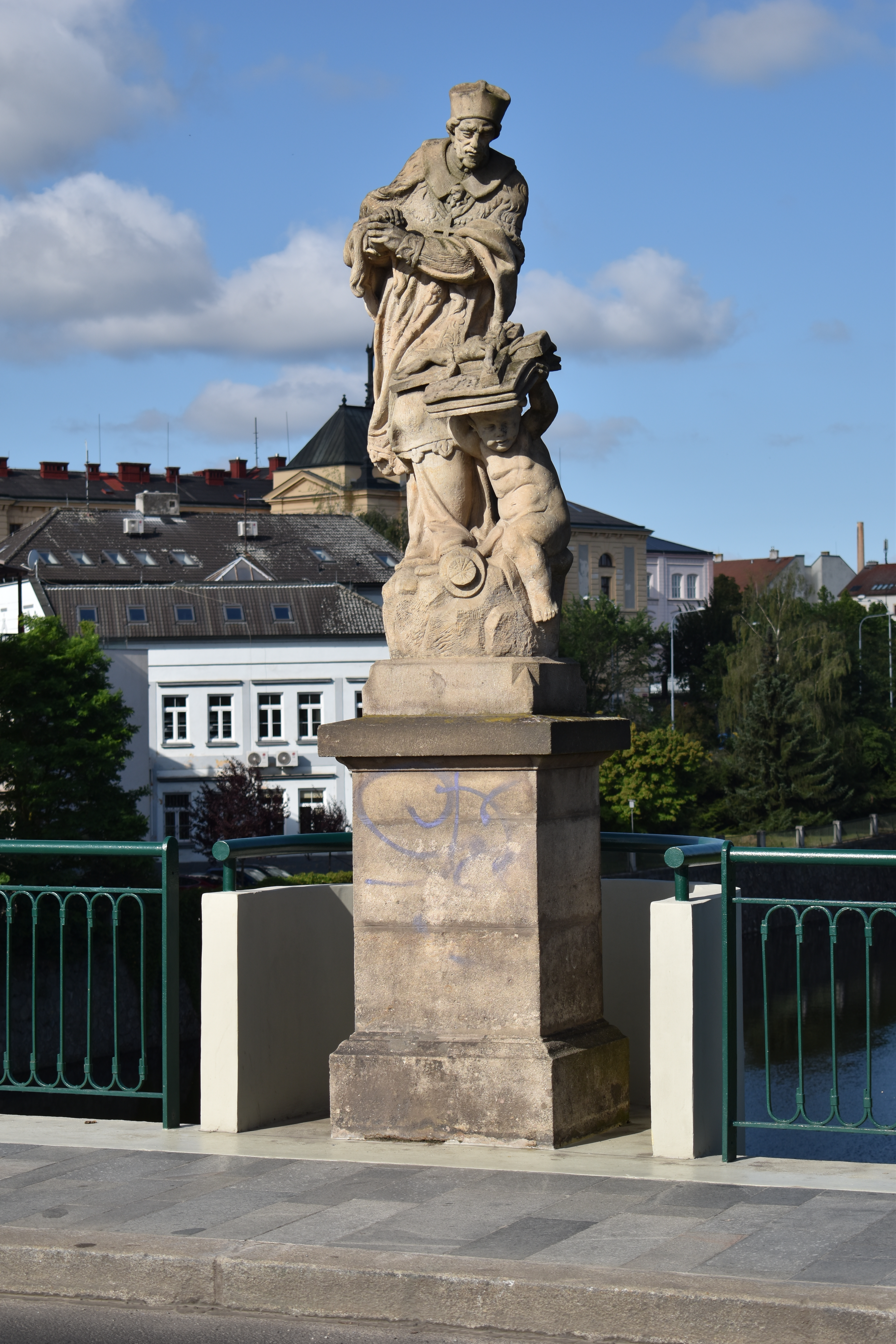
Socha svatého Jana Nepomuckého na Rooseveltově mostě v Plzni

#### Svatý Jan Sarkander
Socha svatého Jana Sarkandra se nachází na Rooseveltově mostě v Plzni (Plzeň 1, Severní Předměstí; GPS souřadnice 49°45′4″ s. š., 13°22′45″ v. d.).

#### Základní kámen k expozici Zikmunda a Hanzelky
V areálu plzeňské Zoo (Plzeň 1; Severní Předměstí; GPS souřadnice 49°45′34″ s. š., 13°21′35″ v. d.) je od roku 2014 instalována socha – základní kámen – související s expozicí Hanzelky a Zikmunda. Socha byla slavnostně odhalena u příležitosti 95. narozenin plzeňského rodáka, cestovatele, spisovatele a fotografa Miroslava Zikmunda. Socha symbolizující svět je dílem studentů Střední umělecké školy Zámeček (SSUPŠ Zámeček) v Plzni pod odborným vedením Jaroslava Šindeláře. Vstupní základní kámen expozice slavnostně poklepal sám Miroslav Zikmund.

#### Znak města Plzně
Jaroslav Šindelář je také autorem znaku města Plzeň (Plzeň 3, Jižní Předměstí, GPS souřadnice 49°44′43″ s. š., 13°22′31″ v. d.).

#### Znak Plzeňského kraje
Jaroslav Šindelář je autorem znaku Plzeňského kraje a Velkého státního znaku na budově Krajského úřadu ve Škroupově ulici v Plzni (Plzeň 3, Jižní Předměstí; GPS souřadnice 49°44′29″ s. š., 13°22′30″ v. d.) z roku 2002.

#### Žena s kočárkem
V areálu Fakultní nemocnice v Plzni v parku za hlavním nemocničním blokem u heliportu (Plzeň 1, Severní Předměstí; alej Svobody 923/80; GPS souřadnice 49°45′40″ s. š., 13°22′49″ v. d.) se nachází pískovcová plastika s názvem Žena s kočárkem z roku 1984, která byla slavnostně odhalena v roce 1985. Autorem návrhu je Alois Sopr a realizaci sochy provedl Jaroslav Šindelář. Architektonické řešení provedl Milan Lukeš (*1927). Plastika vytesaná z jednoho bloku kamene má rozměry (včetně kamenného soklu) 210 x 100 x 95 cm (v x š x h). (Zděný sokl je pokryt dlaždicemi a má rozměry max. 45 cm výška, 320 cm šířka, 150 cm hloubka). Zezadu vlevo na kamenném soklu je socha signována "SOPR".

Ukázky realizací ve veřejném prostoru (X)
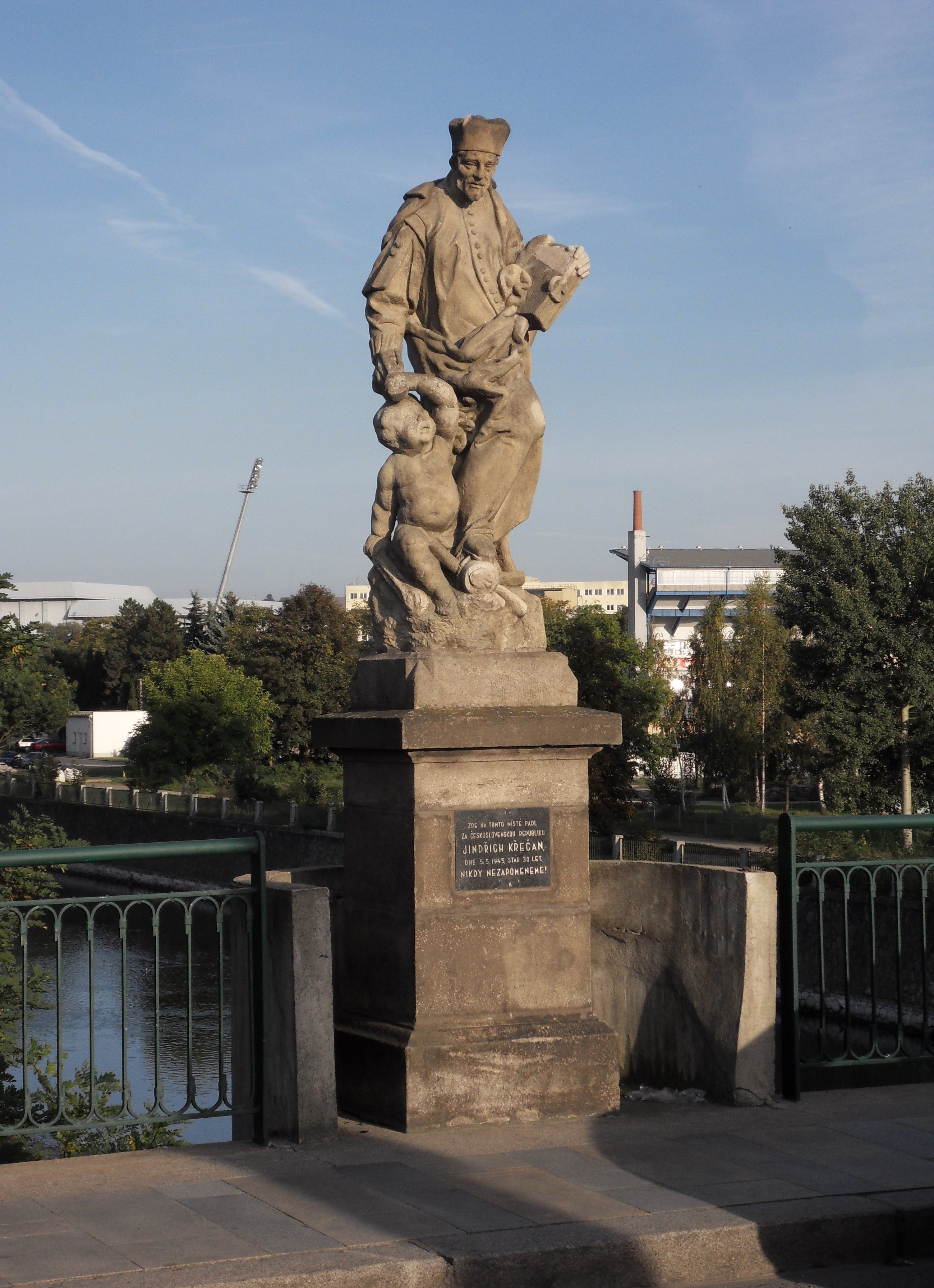
Socha svatého Jana Sarkandera na Rooseveltově mostě v Plzni
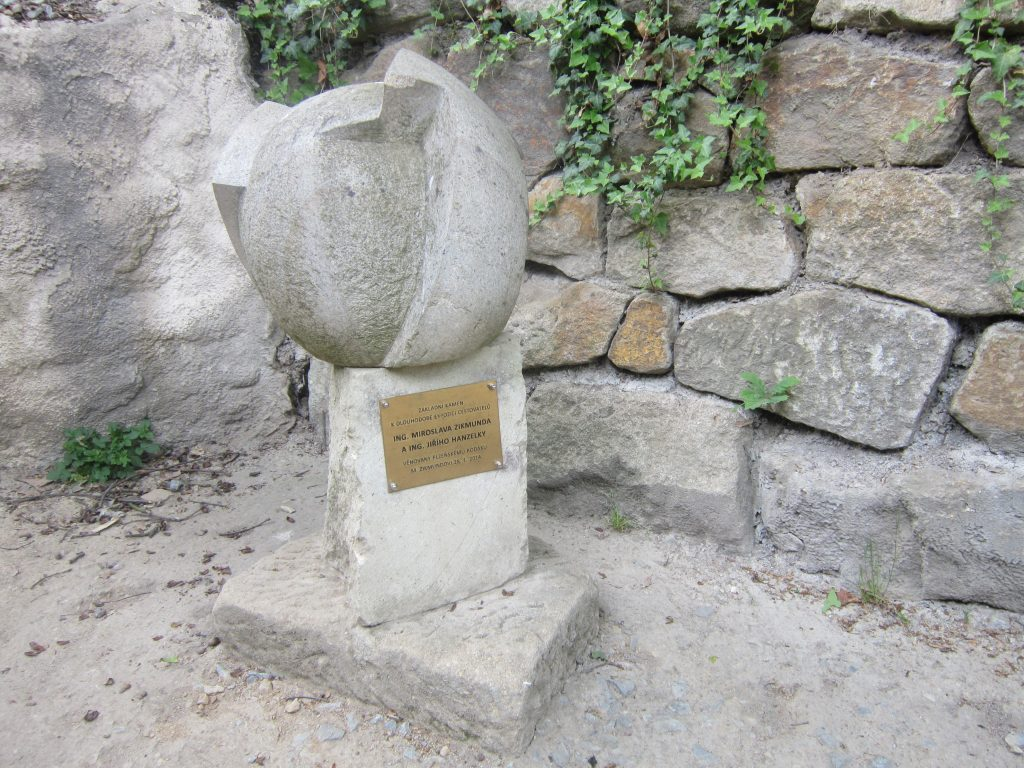
Základní kámen k expozici Zikmunda a Hanzelky v Zoo Plzeň (2014)
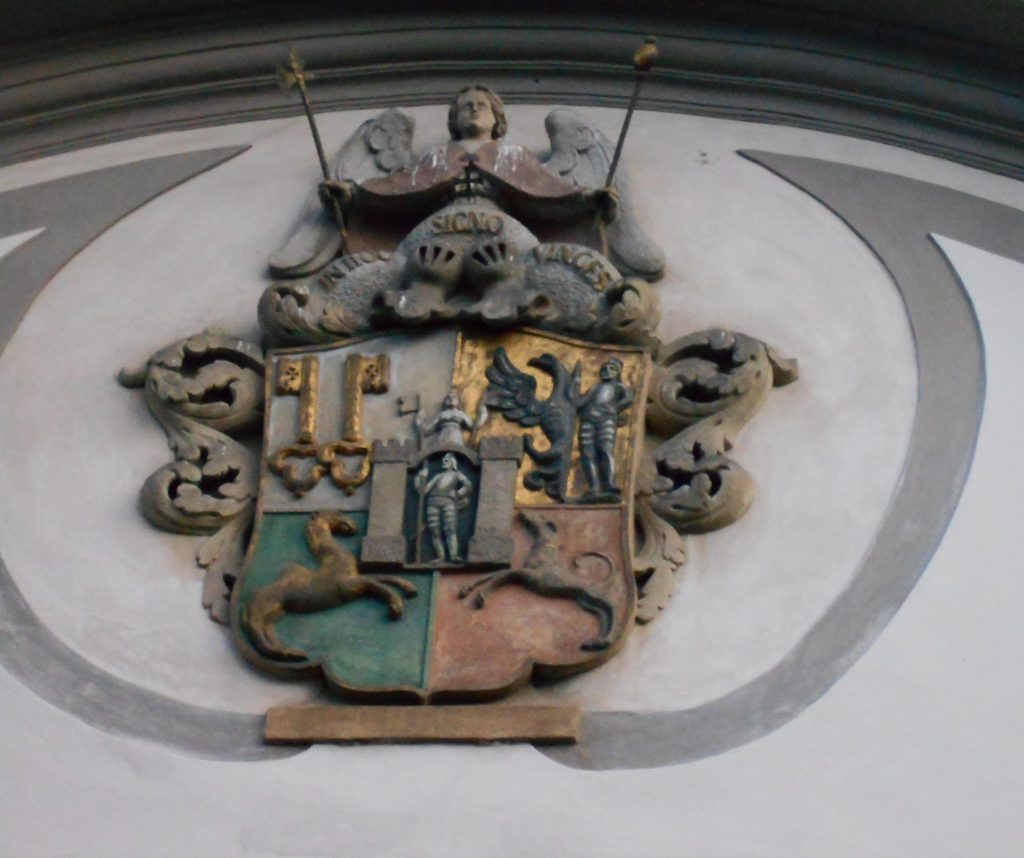
Znak města Plzně
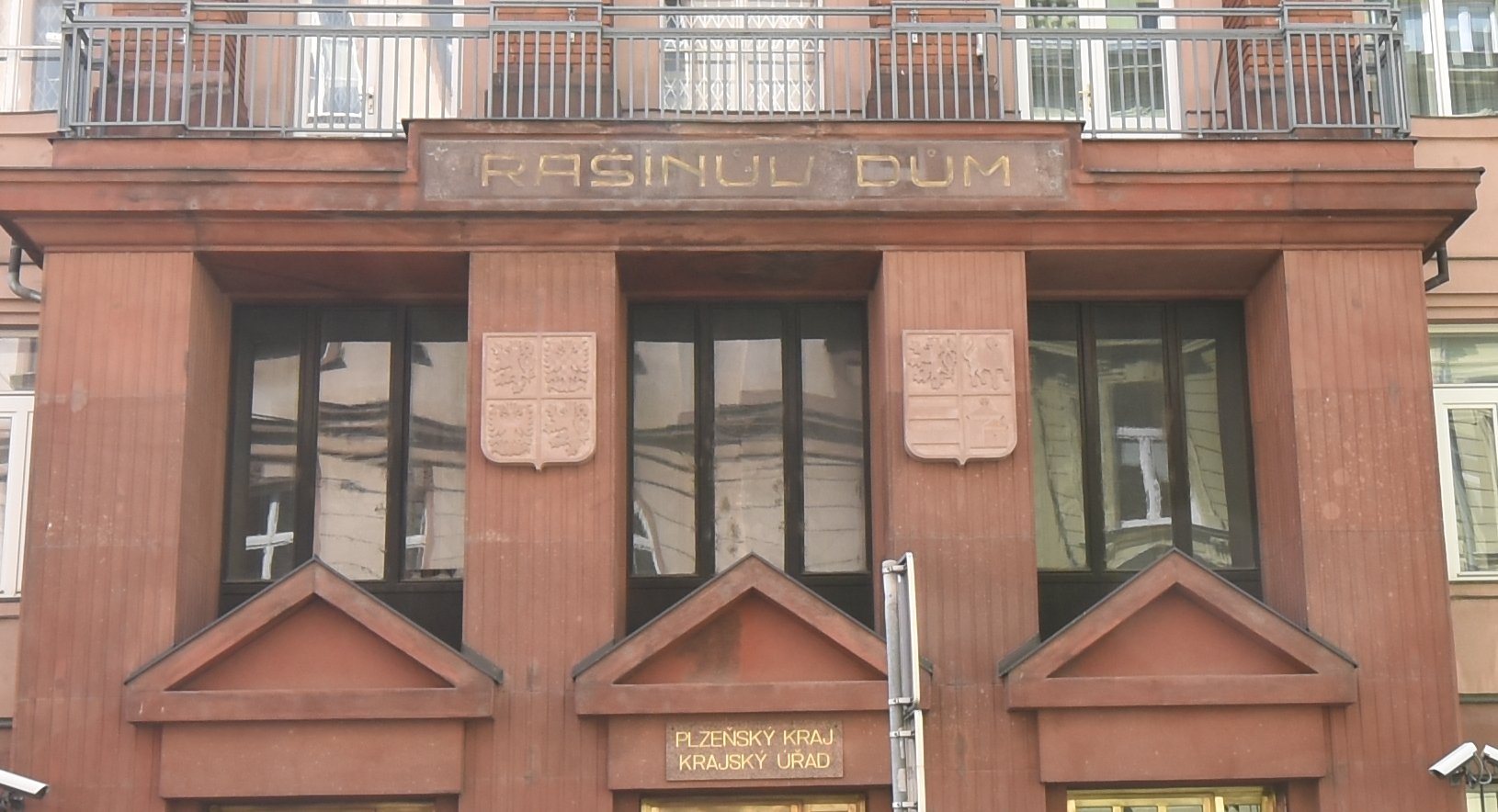
Znak Plzeňského kraje a Velkého státního znaku (2002)
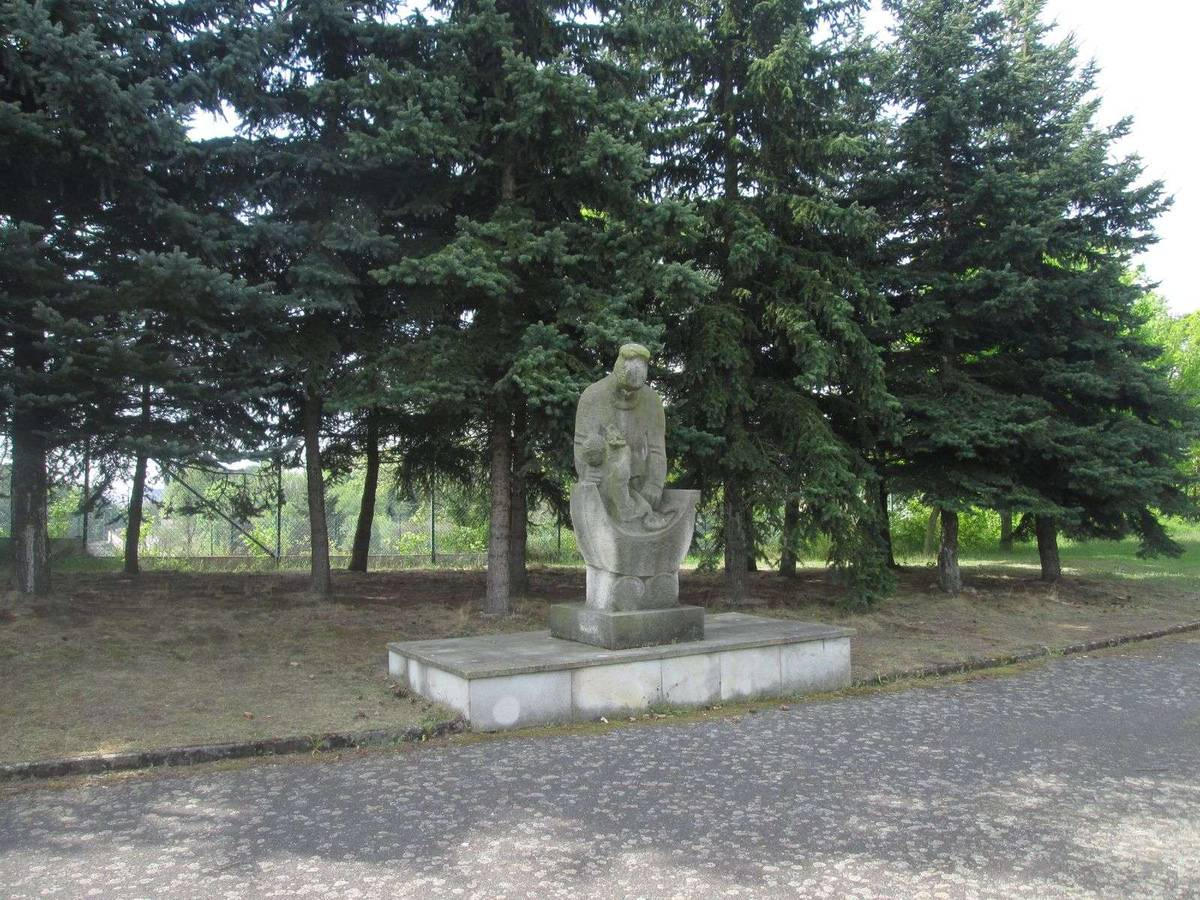
Žena s kočárkem (1985)

### Odstraněné realizace (výběr)
Kromě výše uvedených realizací maleb, plastik a soch Jaroslava Šindeláře byl tento všestranný výtvarník autorem i několika děl, která byla v průběhu jeho života buď z místa instalace odstraněna nebo překryta, sňata a uložena, případně se nedochovala (byla zničena). Sem patří například:
- 1982 – Nástěnný reliéf pro prodejnu oděvů ve Zbrojnické ulici (byl zničen)[3]
- 1986 – Reliéf z umělého kamene a skla s názvem Zkrocení živlu[3] Ve vstupní hale bývalého učiliště Vodních staveb na Borech. Reliéf stále existuje, ale v roce 2014 byl zakryt dřevěnou nebo sádrokartonovou stěnou.[75]
- 1986 – Sádrový reliéf s plzeňskými motivy v Domě Kultury (byl zničen)[3]
- 1987 – Keramický reliéf „Klavír“ na hudební téma pro Kulturní dům Plzeňka (reliéf v salonku bývalého Kulturního domu Plzeňka symbolizoval veliké kamenné piano; byl sice novými majiteli z místa instalace odstraněn, ale zachoval se)[3][76]
- 1989 – Dělicí keramická stěna v Nejedlého sadech (sady Pětatřicátníků); společné dílo (František Pavlas, Jaroslav Šindelář, Miloslav Hrubec) bylo v roce 2002 odstraněno.[77]
- 1995 – Sochařské řešení vestibulu Amerického centra (řešení bylo zničeno ještě před samotným otevřením Amerického centra a to na popud tehdejšího primátora)[3][78]
- 1995 – Sochařská výzdoba (reliéfy) vestibulu České spořitelny na náměstí Republiky v Plzni[3][79]
- ???? – Mír budoucnost lidstva[80]

### Další realizace (výběr)
Další realizace Jaroslava Šindeláře jsou uvedeny jen v bodech:
- Autor 20 velkoplošných pláten v křížové chodbě poutního místa Maria Loreto u Chebu (toto dílo tvořil v průběhu 15 let).[2]
- V roce 2005 připojil podobiznu inženýra Antona Harta k pamětní desce, která byla v červnu roku 2004 slavnostně odhalena na poutním místě Maria Loreto u Chebu.[2]
- Jaroslav Šindelář vytvořil (spolu se svými studenty) mnoho prací (především s náměty zvířat) určených pro plzeňskou Zoologickou a botanickou zahradu v Plzni[3]
- Pomník Janu ze Šitboře v Šitboři.[2]
- Vnitřní a vnější výzdoba kaple Panny Marie Pomocné v Dolním Kyjovském lese v Radčicích[3]

## Samostatné výstavy (chronologicky)
- 1978 – Autorská výstava: Jaroslav Šindelář: Kresby, koláže a karikatury, Klub pracujících n. p. ZVVZ, Milevsko (Písek)[7]
- 1982 – Galerie Dílo ČFVU Červené srdce, Plzeň (obrazy)[8]
- 1986 – Sochy, Galerie Dílo ČFVU Červené srdce, Plzeň[8]
- 1989 – Sochy, kresby (s Jiřím Kornatovským), galerie Květy, Praha[8]
- 1992 – Sochařské portréty, Innsbruck, Rakousko[8]
- 1993 – Modulace prostoru (s keramikem Františkem Pavlasem), terasy divadla Josefa Kajetána Tyla v Plzni[8]
- 1993 – Mezi barvou a tvarem (s Václavem Malinou), Galerie Jiřího Trnky, Plzeň[8]
- 1995 – Výstavní síň Agrobanky, Plzeň[8]
- 1997 – Boards (Desky), Plzeň[8]
- 1997 – Autorská výstava: Jaroslav Šindelář: Desky, Galerie Ve sklepě, Praha[7]
- 1998 – Desky, instalace v exteriérech zámku Kozel, okres Plzeň-město[8]
- 2000 – Hlavy, Stop Gallery, Plzeň[8]
- 2005 – Autorská výstava, 14 velkoformátových olejomaleb,[p 1] tvořících 20dílný cyklus Legenda Panny Marie z loretánské kaple ve Starém Hrozňatově,[p 2] Diecézní muzeum, Plzeň[2][8]

## Skupinové výstavy (chronologicky)
- 1976 – Žena v současné tvorbě (Výsledky výtvarné soutěže k Mezinárodnímu roku ženy), Praha[7]
- 1977 – Mladí čeští výtvarní umělci na počest II. sjezdu SSM (Přehlídka prací z tvůrčích stipendijních pobytů v Kladně, Příbrami a ve Střílkách), Galerie Fronta, Praha[7]
- 1978 – Umění vítězného lidu. (Přehlídka současného československého výtvarného umění k 30. výročí Vítězného února), Praha[7]
- 1978 – Mladí výtvarníci z Plzně, Galerie Fronta, Praha[7]
- 1978 – Mladí výtvarní umělci k XI. světovému festivalu mládeže a studentstva v Havaně, Praha[7]
- 1986 – Nová tvorba ´85. (Z výsledků tvůrčích pobytů mladých výtvarných umělců), Galerie Vincence Kramáře, Praha[7]
- 1986 – Jaroslav Šindelář: Sochy, Miloslav Čech: Obrazy, Galerie Díla - ČFVU, Plzeň (Plzeň-město)[7]
- 1987 – Lučatín 87, Praha[8]
- 1988 – Západočeští výtvarní umělci (Obrazy, sochy, grafika, realizace, užité umění, průmyslové výtvarnictví), Mánes, Praha[7]
- 1988 – Javorná ´88 (Výstava prací mladých výtvarníků z pobytu v Javorné na Šumavě na počest 70. výročí vyhlášení samostatnosti Československé republiky), Galerie Fronta, Praha[7]
- 1989 – Mladé profily (Volná tvorba západočeských výtvarníků), Galerie výtvarného umění v Chebu[7]
- 1989 – Salon 89, Plzeň[8]
- 1990 – Mladí výtvarníci západních Čech, Galerie výtvarného umění v Chebu[8]
- 1991 – Sochařský portrét, Académie des beaux-arts (Akademie krásných umění), Paříž, Francie[8]
- 1991 – 14 západočeských umělců (německy: 14 Westböhmischen Künstler), Městská galerie Černý klášter (německy: Städtische Galerie Schwarzes Kloster); Freiburg, Bádensko-Württembersko, SRN[7][8]
- 1998 – Vltavotýnské výtvarné dvorky 1998 (IV. ročník), Městská galerie Art Club, Týn nad Vltavou (České Budějovice)[7]
- 1998 – Sůl nad zlato, Řezno, Bavorsko, SRN[8]
- 2001 – Ohlasy českého kubismu (nebo též 2009 – Ohlasy kubismu v Plzni[7]), Galerie města Plzně, Plzeň (Plzeň-město)[8]
- 2003 – 6. salon Obce architektů, Písecká brána, Praha[8]
- 2004 – Dialog 7, společná výstava bavorských a západočeských umělců, Diecézní muzeum, Plzeň a Museum Obermunster, Regensburg, SRN[8]
- 2005 – Figura a místo, Galerie města Plzně, Plzeň (Plzeň-město)[7]
- 2005 – Les, Galerie města Plzně, Plzeň (Plzeň-město)[7][8]
- 2006 – Sochaři 2006, Západočeská galerie, Výstavní síň Masné krámy, Plzeň, Plzeň (Plzeň-město)[7][8]
- 2006 – Plzeňská pěna (maďarsky: Pilseni hab; německy: Pilsner Schaum), Pécsi galéria, Pécs, Maďarsko[7][8]
- 2007 – Plzeňská pěna / Pilseni hab / Pilsner Schaum, Galerie Maerz, Linec (Linz)[7]
- 2007/2008 – Jasná zpráva. (Geometrie, ornament, koncept a vizuální poezie na Plzeňsku), Galerie města Plzně, Plzeň (Plzeň-město)[7]
- 2010 – Pilsener Schaum, Schloss Lamberg, Steyr (Steyr)[7]
- 2011 – Plzeňská pěna, Galerie města Plzně, Plzeň (Plzeň-město)[7]
- 2011/2012 – Plzeňská pěna. Současná výtvarná scéna Plzně a okolí, Dům umění, Zlín[7]
- 2012 – Vor Medúzy, Diecézní muzeum, Plzeň (Plzeň-město)[7]
- Jaroslav Šindelář se pravidelně zúčastňuje svými díly na členských výstavách pořádaných Západočeskou krajskou organizací Svazu českých výtvarných umělců (ZKO SČVU) a na výstavách Unie výtvarných umělců Plzeň, z. s. (UVU plzeňské oblasti).[8]

## Symposia
Jaroslav Šindelář se zúčastnil a zúčastňuje mezinárodních sochařských workshopů (ve dřevě, kameni a sněhu) v těchto zemích: Francie, Finsko, Rakousko, Itálie, Švýcarsko, Argentina, Norsko (ZOH v Lillehammeru), USA, Dánsko, Švédsko a jinde.

## Ocenění (chronologicky)
- Za restaurátorské práce provedené na zámku Kynžvart mu cenu předala dokonce dánská královská rodina ve svém paláci v Kodani.[3]
- 1975 – Stříbrná medaile v celostátní soutěži Hornická Příbram[8]
- 1975 – Zvláštní uznání v celostátní soutěži Rok ženy[8]
- 1993 – 3. místo v soutěži o památník Díky, Ameriko!, Plzeň[8]
- 1996 – Historická pečeť města Plzně[7][8]
- 1998 – Zlatá pečeť primátora města Plzně[7]
- 2001 – cena EUROPA NOSTRA 2001 v Kodani, Dánsko,[7] (za autorskou participaci na restaurátorských pracích na zámku Kynžvart)[7]
- 2006 – 1. cena v umělecké výtvarné soutěži na památník Čínsko–československého přátelství, State Zhongjie Friendship Farm, Cchang-čou, provincie Che-pej, Čínské lidové republice[7][8]
- 2012 – Jaroslav Šindelář byl zvolen „Plzeňskou ikonou“[3][7][81]

## Jaroslav Šindelář zmiňován v literatuře
- Umění vítězného lidu (Figurální malířství a malířský portrét), Výtvarná kultura, číslo: 2, 4, ročník: 1978, strany: 1–12[7]
- Umění a doba, Odeon, nakladatelství krásné literatury a umění, n.p., Praha, 1980[7]
- Havlic, Vladimír; Potužáková, Jana; Sýkora, Miloslav: Malá encyklopedie výtvarných umělců a architektů západních Čech 1945 - 1990. Plzeň: Západočeské nakladatelství (ZN) v Plzni 1990.[7] Heslo: Šindelář Jaroslav, strany 108, 109[8]
- Fišer, Marcel: Cesta Jaroslava Šindeláře. In: Sochaři 2006. Katalog výstavy. Plzeň: Západočeská galerie v Plzni 2006.[8]
- Slovník českých a slovenských výtvarných umělců 1950-2006 (XVI. Šan - Šta), Výtvarné centrum Chagall, 2006, Ostrava (Ostrava-město)[7]
- Jaroslav Šindelář. Přizván ke stolu. Plzeň: „Negebu“, s.r.o. 2007.[8]
- Vizitkář západočeských spisovatelů a výtvarníků, Knihovna města Plzně, Plzeň (Plzeň-město), 2014[7]